# أوفرواتش (لعبة فيديو)
أوفرواتش (بالإنجليزية: Overwatch) هي لعبة فيديو جماعية عبر الإنترنت من نوع تصويب منظور الشخص الأول صدرت في 24 مايو 2016 على منصات ويندوز، بلاي ستيشن 4 وإكس بوكس ون. اللعبة من تطوير ونشر بليزارد إنترتينمنت.
توزع أوفرواتش اللاعبين على فريقين مكونَين من ستة لاعبين، حيث يختار كل لاعب شخصية واحدة من قائمة شخصيات محددة مسبقًا يُدعَون بـ«الأبطال»، حيث تحتوي حاليًا على 33 بطل،
ولكل بطل أسلوب لعب فريد من نوعه. تنقسم أدوار اللاعبين إلى ثلاث فئات: الهجوم Offense، المدرّع Tank، والدعم Support. يعمل أعضاء الفريق معًا لتأمين نقاط التحكم والدفاع عنها على خريطة ما أو يرافقون حمولة عبر امتداد الخريطة خلال فترة زمنية محدودة. يكسب اللاعبون مكافآت تجميلية لا تؤثر على مجرى اللعب مثل جلود الشخصيات Skins ووقفات النصر Victory Poses. صدرت اللعبة في البداية بطوريّ لعب عابر وتنافسي مصنَّف وأطوار رِواق Arcade مختلفة، كما أُضيف بعد صدورها متصفح خوادم يخصصها اللاعب. وطورت بليزارد شخصيات وخرائط وأطوار لعب جديدة وأضافتها بعد إطلاق اللعبة، حيث ذكرت الشركة أن جميع التحديثات ستبقى مجانية وأن التكلفة الإضافية الوحيدة تكمن في المعاملات التجارية المصغرة من أجل الاستحواذ على مكافآت تجميلية إضافية.
أوفرواتش هي رابع منتج حصري رئيسي لبليزارد وأتت بعد إلغاء مشروع لعبة تقمص الأدوار كثيفة اللاعبين على الإنترنت الطَموح بعنوان تايتن Titan عام 2014. ابتكر ثلة من أعضاء فريق تطوير تايتن الفكرة الأساسية لأوفرواتش بناءً على نجاح ألعاب تصويب منظور الشخص الأول الجماعية مثل تيم فورتريس 2 وعلى الشعبية المتنامية لألعاب ساحات المعركة الجماعية عبر الإنترنت، وبذلك صنعوا لعبة تصويب تركز على اللعب التعاوني باستخدام مجموعة من «الأبطال». اقترضت بعض عناصر أوفرواتش أصولًا ومبادئ من مشروع تايتَن الملغي. بعد إرساء سرد تقع أحداثه في كوكب أرض متفائل وشبه مستقبلي بعد وقوع أزمة عالمية، فقد هدِف المطورين إلى ابتكار مجموعة أبطال متنوعة الأعراق والنوع الاجتماعي (الجنسانية أو الجندر) كجزء من هذا السرد. قضى الفريق وقتًا طويلًا في ضبط توازن الشخصيات والتأكد من قابلية اللاعبين الجدد في الاستمتاع باللعب ريثما يستطيع اللاعبون المهرة تحدي بعضهم البعض.
أُعلن عن اللعبة في مؤتمر بليزكون 2014 بنسخة قابلة للعب تمامًا وكانت تحت مرحلة بيتا مغلقة منذ أواخر 2015 حتى بداية 2016. تم تسويق اللعبة عن طريق إصدار فيديوهات رسوم متحركة قصيرة للتعريف بحبكة اللعبة وجميع الشخصيات. بعد إصدار أوفرواتش رسميًا، استقبلها النقاد بإشادة واسعة، حيث أثنوا على سهولة إتاحتها وجاذبية تنوع أبطالها وأسلوبها الفني الكرتوني المشرق وطريقة لعبها الممتعة. فازت اللعبة بعدة جوائز بما فيها جائزة «لعبة العام» في مسابقات «ذا غَيم أواردز»، جوائز D.I.C.E. وجوائز اختيارات مطوري الألعاب، بالإضافة إلى عدة منشورات أخرى. منذ إصدارها، أصبحت أوفرواتش معترف بها كرياضة إلكترونية حيث بالإضافة إلى رعاية البطولات، فقد أعلنت بليزارد عن خطط لدعم دوري أوفرواتش المحترف عام 2017.

## نظام اللعب
تتميز أوفرواتش بمعارك قائمة على اللعب الجماعي بفريقين متنافسَين بستة لاعبين لكل منهما. يختار اللاعبون واحدًا من عدة شخصيات بطلة، حيث لكل منها قدرات وفئات أدوار مميزة. تشمل الأدوار الشخصية الأربعة: الشخصيات الهجومية التي تتميز بسرعتها العالية وهجماتها القوية ولكن دفاعها منخفض، شخصيات دفاعية تهدف إلى تشكيل نقاط خنق للأعداء، شخصيات الدعم التي توفر التعزيزات أو الإضعافات للحلفاء والأعداء (مثل الشفاء أو تغيير السرعة) والشخصيات المدرّعة بشكل ثقيل التي تمتلك نقاط ضرب (صحة) عالية تمكنها من التصدي لهجمات الأعداء وإبعادها عن الزملاء. خلال عملية إعداد ما قبل المباراة، ستقدم اللعبة النصيحة لأعضاء الفريق بشأن شخصياتهم إن كان فريقهم غير متوازن، على سبيل المثال إن كان الفريق يفتقر لأبطال دفاعيين، وستشجعهم على تغيير شخصياتهم قبل بدء المباراة لتحقيق التوازن في فريق البداية. بوسع اللاعبين تغيير شخصياتهم داخل المباراة بعد موتها أو عن طريق العودة لقاعدتهم. صُمِّمت اللعبة لتشجيع اللاعبين على التكيف مع الفريق المنافس لهم خلال المباراة من خلال التحول إلى شخصيات أخرى تعارض قدرات الخصم بشكل أفضل.
لكل بطل هجمة أو مهارة أساسية وعلى الأقل مهارتين إضافيتين يمكن الاتكال عليها في أي وقت، وبعضها تتطلب فترة تهدئة وجيزة قبل استخدامها مرة أخرى. بالإضافة إلى ذلك، يملأ كل لاعب عدادًا لمهارة شخصيته «القصوى» Ultimate ببطء؛ يمتلئ هذا العداد مع مرور الوقت ولكن بالإمكان ملؤه بصفة أسرع عند هزيمة الخصوم أو عند أداء مهام مفيدة أخرى من أجل فريقهم مثل شفاء الزملاء. عندما تكون المهارة القصوى جاهزة، يستطيع اللاعب استخدامها في أي وقت، وقد تستمر لبضع ثوان (مثل رفع قوة الهجمات أو الحصانة منها) أو قد تكون إجراءً قويًا واحدًا (مثل إحياء أي من أعضاء الفريق الذين سقطوا مؤخرًا)، وبعد ذلك يجب عليهم الانتظار حتى يمتلئ العداد مرة أخرى. سيتم تنبيه الخصوم على استخدام هذه القدرة القصوى عند سماع هتاف الشخصية التي عادة ما تكون بلغة الشخصية الأم؛ على سبيل المثال، سيهتف حامل السلاح مَكريّ "It's high noon" عند تفعيل اللاعب لقدرته القصوى من أجل استهداف عدة أعداء مرئيين وإحداث ضرر فتاك لأولئك الذين لا يزالون في مرمى النظر. ذلك يعطي الخصوم لحظة قصيرة لتغطية أنفسهم أو الاستجابة بشكل مناسب.
يتعقب عداد آخر عدد النقاط التي يحرزها اللاعب مع مرور الوقت والتي تكافئ القتل أو المساعدة في القتل أو توفير الدفاع أو الشفاء للفريق وإحراز نقاط الأهداف. عند الوصول إلى حد معين، ستشتعل أيقونة شخصية اللاعب مما يدل على أن تلك الشخصية تمثل تهديدًا، ولكن على خلاف ذلك فإنها لا تؤثر على مجرى اللعب بشكل مباشر. سينفد هذا العداد ببطء إن لم يستمر اللاعب في إحراز النقاط.
توفر أوفرواتش نظام إعادة فورية آلي مصمَّم لتسليط الضوء على لحظات اللعبة المهمة. بعد انتهاء المباراة، يختار خادم اللعبة جزئيةً من المباراة كان لها أثرًا كبيرًا على مجراها، مثل عمليات القتل السريعة والمتتابعة أوالاستخدام الفعّال لشفاء الفريق، ثم يبثها لجميع اللاعبين من وجهة نظر اللاعب المسؤول عن خلق تلك اللحظة. هذه اللحظة تدعى «بلاي أوف ذا گيم» (أهم لحظة في المباراة) Play of the Game (غالبًا ما تختصر إلى "PotG") أو «بلاي أوف ذا ماتش» Play of the Match ("PotM") في المباريات التنافسية التي تكون مدة مبارياتها أطول. بعد ذلك، تُعرض شاشة نتائج تبرز أربعة لاعبين من كلا الفريقين بناءً على إنجازاتهم خلال المباراة (مثل إحداث الضرر أو الشفاء أو الحماية أو الوقت الذي قُضي في تحقيق الهدف) ويُعطى جميع اللاعبين الفرصة للثناء على واحد منهم.
بعد انتهاء المباراة، يكتسب اللاعبون نقاط خبرة تتجه نحو رفع مستوياتهم بناءً على عدة عوامل منها الفوز أو الهزيمة ومدى فاعلية استخدامهم لقوى شخصياتهم الرئيسية، أو الحصول على الميداليات الذهبية والفضية والبرونزية من أجل فريقهم عبر ست فئات مثل قضاء الوقت الأكبر في تحقيق الأهداف وكسر الأرقام القياسية السابقة المحرزة في هذه الفئات. في البداية، كان يمكن اكتساب هذه الخبرة فقط عند لعب أطوار المطابقة Matchmaking وليس في المباريات المخصصة، ولكن تحديث متصفح الخوادم المخصصة في فبراير 2017 مكّن من كسب نقاط الخبرة في المباريات المخصصة. عند كسب مستوى خبرة جديد، يظفر اللاعب بصندوق غنائم Loot Box، حيث يحتوي كل صندوق على أربع مواد تجميلية عشوائية للأبطال الفرديين بما فيها الجلود البديلة (الأزياء)، إظهار المشاعر Emotes، والعبارات الصوتية Voice Lines. تُعطى هذه المواد بناءً على ندرتها، والتي تتراوح بين الشائعة والأسطورية. كما يكسب اللاعبون عملة بداخل اللعبة تدعى «اعتمادات» Credits والتي يمكن استخدامها لشراء مواد تجميلية محددة مباشرةً وقيمتها تعتمد على ندرتها. لا يمكن شراء المواد المرتبطة بالأحداث الزمنية بهذه الطريقة. لا يمكن الحصول على بعض المواد الأخرى إلا من خلال إكمال إنجازات اللعبة. تكافأ المواد المكررة بعملة اللعبة. كما لدى اللاعبون الخيار في شراء صناديق الغنائم بمال حقيقي من خلال المعاملات التجارية المصغرة.

### الأدوار
شخصيات أوفرواتش موزعة على ثلاثة أصناف: ملحقو الضرر والمدرّع والدعم. تهدف هذه الأدوار إلى تصنيف الأبطال حسب الخصائص المماثلة التي يمكن من خلالها وصفهم ووصف أسلوب لعبهم. كان أول ظهور لشخصية أوفرواتش في لعبة صادرة يوم 19 أبريل 2016 في لعبة هيروز أوف ذا ستورم. أيضًا تقدم اللعبة النصائح للّاعبين بناءً على الأبطال الذين اختاروهم. على سبيل المثال، ستظهر توصية باختيار بطل داعم إن لم يكن هناك أحد منهم في الفريق.
- ملحقو الضرر (Damage): لدى شخصيات الهجوم قابلية عالية للتحرك وهي معروفة بقدرتها على إحداث كم هائل من الضرر، كما لديها نقاط ضرب قليلة لتحقيق التوازن من هذه الناحية، بينما تتفوق شخصيات الدفاع في حماية مواقع معينة وخلق نقاط الاختناق. ويمكن لبعضها أن توفر العديد من وسائل الدعم الميداني مثل أبراج الحراسة والفخاخ.[11][12][13]
- المدرّعة (Tank): لدى الشخصيات المدرّعة أكبر عدد من نقاط الضرب من بين جميع شخصيات اللعبة. ولهذا السبب، فهي قادرة على جذب نيران العدو باتجاهها وبعيدًا عن زملائها لبلبلة الخصوم. كما للشخصيات المدرّعة عدة طرق مختلفة لحماية أنفسها وفريقها بقدرات درعية.[11][12][13]
- الدعم (Support): شخصيات الدعم هي شخصيات نافعة بقدرات تعزز فريقها أو تُضعف فريق العدو. لا تُحدث هذه الشخصيات ضررًا جسيمًا ولا تملك نقاط ضرب عديدة، ولكن التعزيزات والإضعافات التي توفرها تضمن للفريق القضاء على الخصوم بسرعة فائقة.[11][12][13]

### أنواع الخرائط
تختار اللعبة الخرائط عشوائيًا لكل مباراة في أنماط اللعب القياسية والتنافسية وبعض الأطوار الرِواق الخاصة. تدعم كل خريطة من خرائط أوفرواتش طور لعبٍ محدد والتي تشمل:
- الهجوم: يقع على عاتق الفريق المهاجم الاستيلاء على نقطتين بداخل الخريطة، في حين أن على فريق الدفاع إيقاف المهاجمين.[4][5]
- المرافقة: يُكلَّف الفريق المهاجم بمرافقة حمولة إلى نقطة تسليم معينة قبل نفاد الوقت، في حين أن على فريق الدفاع إيقافه. تتحرك مركبة الحمولة على طول مسار ثابت عندما يكون أي لاعب في الفريق المهاجم على مقربة منها ولكنها ستتوقف إن كان لاعب الدفاع قريبًا منها. إن لم يكن إحدى المهاجمين بالقرب منها، فستبدأ الحمولة بالتحرك إلى الوراء على طول المسار. سيؤدي المرور بفواصل طريق معينة إلى تمديد وقت المباراة ومنع الحمولة من التحرك إلى ما وراء تلك النقطة.[4][5]
- خريطة هجينة (هجوم/مرافقة): يجب على الفريق المهاجم الاستيلاء على الحمولة (كما لو كانت نقطة مستهدفة في نمط الهجوم) ومرافقتها إلى وجهتها بينما يحاول فريق الدفاع التصدي لهم.
- السيطرة: يحاول كل فريق أن يستولي على نقطة التحكم وأن يحافظ عليها حتى تصل نسبة الاستيلاء إلى 100٪. طور اللعبة هذا على هيئة الفائز بجولتين من أصل ثلاث. وُضِعت خرائط نمط «السيطرة» بطريقة متماثلة لكي لا يكون لأي فريق أفضلية جوهرية ضد الآخر.

يتضمن كل طور فترة وقت إضافي "Overtime" إن لم يُكمِل الفريق المهاجم الهدف بعد بينما يتوجب عليه الاستمرار في التقدم نحو الهدف. على سبيل المثال، إن لم ينقل المهاجمون الحمولة إلى فاصل الطريق التالي في نمط «المرافقة» أو إن فشلوا في السيطرة على نقطة التحكم التي يحتفظ بها الفريق الآخر في نمط «السيطرة»، فإنهم سيحصلون على وقت إضافي إن كانوا لا يزالون بالقرب من الحمولة أو نقطة التحكم. ويستمر الوقت الإضافي إن استمر المهاجمون في الاندفاع نحو هدفهم. إن تمت إزالة المهاجمين من محيط هدف التحكم أو نقطته، فلدى المهاجمون وقتًا محدودًا يظهر على هيئة عداد عدٍ تنازلي من أجل تجديد هجومهم قبل أن يخسروا الجولة. يتقلص طول هذا العداد كلما استمرت مدة الوقت الإضافي. كما أن وقت إعادة البعث لأفراد فريق الدفاع أطول بثانيتين خلال فترة الوقت الإضافي ولكن فقط إن مات اللاعب خلال هذه الفترة.
تم تصميم خرائط أخرى كخرائط ساحات صغيرة تدعم أطوار اللعب البديلة بداخل الرِواق وليست جزءًا من طاقم اللعبة الأساسية. كانت هذه الأطوار في المقام الأول مباريات إقصاء تشمل ثلاثة ضد ثلاثة وواحد ضد واحد. في مباريات الإقصاء، إن قُتِلت شخصية اللاعب فلا يعاد بعثها حتى الجولة القادمة، بينما تنتهي كل جولة مع مقتل جميع أعضاء الفريق الواحد أو إن انتهى الوقت. تُلعَب الجولات حتى يحقق إحدى الفريقين نتيجة معينة. عُرِضت أولى هذه الخرائط «إيكوبوينت: أنتاركتيكا» في منتصف نوفمبر 2016، ويتم التخطيط لإصدار ثلاث خرائط ساحات جديدة خلال مناسبة الذكرى السنوية الأولى للّعبة. بليزارد أيضًا في قيد تطوير طور مباريات موت Deathmatch تقليدي (يتضمنه طور خالٍ من القيود وطور جماعي قائم على لعب الفِرق) أُدخل على خادم الاختبار العام في أغسطس 2017. في هذا الطور، يُعاد إحياء اللاعبين المقتولين بشكل طبيعي. يكسب اللاعبون نقطة واحدة مقابل كل ضربة قاتلة يسددونها ويخسرون نقطة إن قُتِلوا نتيجةً لإحداث الضرر بأنفسهم أو الضرر البيئي. يفوز بالجولة أول لاعب يحرز 20 نقطة في مباريات اللعب غير المقيد أو أول فريق يحرز 30 نقطة في مباريات الموت الجماعية.
مع إضافة متصفح الخوادم وخيارات الخوادم المخصصة في فبراير 2017، فإنه بالإمكان لعب العديد من خرائط نمط «السيطرة» في أطوار اللعب العابر مثل «الاستيلاء على الراية» Capture the Flag. لكل فريق راية يجب الدفاع عنها من قبضة الفريق الخصم. لالتقاط راية الخصم، يجب على اللاعب أن يقرِّب شخصيته من الراية وألّا يُصاب بضرر لبضع ثوان. وبمجرد الاستيلاء على الراية، فعليهم أن يعودوا إلى قاعدتهم لكسب نقطة الاستيلاء. إن قُتِلت الشخصية، تسقط الراية وعلى الفريق المستولي اتباع قواعد مماثلة لالتقاطها، أو إن بقى الفريق الممتلِك بالقرب منها، فستعود الراية لقاعدته تلقائياً. بوسع الفريق أن يستولي على راية الخصم حتى لو استولى الخصم على رايتهم. ستنتهي المباراة بعد نيل إحدى الفريقين 3 نقاط استيلاء أو بعد انقضاء 5 دقائق، أيهما يأتي أولًا.
تمكِّن خيارات الخوادم المخصصة اللاعبين من إنشاء أطوار لعب إضافية غير مصنفة تحت الأطوار الموجودة. على سبيل المثال، يستطيع اللاعبون إنشاء إعدادات لعب 6 ضد 1، حيث يحاول الفريق هزيمة لاعب واحد معزز القوى بشكل هائل مقارنة بالشخصيات القياسية.
معظم خرائط العالم مستوحاة من مواقع حقيقية. أول أربع خرائط، «كينغز رَو» و«هانامورا» و«معبد أنوبيس» و«إيليوس»، مستوحاة من لندن واليابان وأنقاض مصر القديمة واليونان، على الترتيب.

### أطوار اللعب
تقدم أوفرواتش عدة طرق للّعب تشمل دروسًا تعليمية وأطوار تدريب ضد خصوم يتحكم بهم الذكاء الصناعي والمطابقة العابرة والشجارات الأسبوعية والمباريات المخصصة والتنافسية.
يسمح طور المطابقة العابرة للّاعب بالتطابق عشوائيًا ضد الآخرين سواءً وحده أو مع مجموعة تحوي أصدقاء مدعوين. ستحاول خوادم اللعبة مطابقة لاعبي مجموعة ما من خلال طابور حركي مع آخرين بناءً على مستوى المهارة العام، ولا توسِّع نطاق بحثها إلّا إن استغرق البحث الأساسي وقتًا طويلًا في العثور على لاعبين مطابقين. تعمل بليزارد على ضبط نهج المطابقة هذا للتأكد من عثور اللاعبين على مباريات تضم أشخاصًا بمستوى مهارات مساوٍ لهم تقريبًا. على سبيل المثال، في يونيو 2016 أزالت بليزارد الخيار الذي يتيح للّاعبين تجنب خصوم محددين. كان الغرض من ذلك الخيار منح اللاعبين القدرة على تجاهل المتصيدين (ترولز)، ولكنها وجدت بدلًا من ذلك أن اللاعبين ذوي المهارات العالية يجري وضعهم على قوائم التفادي هذه مما جعلهم يواجهون صعوبة في العثور على مباريات أو في نهاية المطاف يقابلون لاعبين جدد وأقل مهارة.
صدرت أوفرواتش مع طور مشاجرة أسبوعية متعاقب مستوحى من طور شجارات الحانات في لعبة هارثستون: هيروز أوف ووركرافت. تقدم هذه المباريات قواعد فريدة النوع، مثل إجبار اللاعبين على اللعب ببطل معين أو فئة معينة أو قد تجبر اللاعب على اللعب ببطل عشوائي كلما أُعيد بعثه؛ كما يوحي اسم الطور، فإن هذه الشجارات تتغير أسبوعيًا. اندمجت المشاجرة الأسبوعية إلى طور رِواق يضم مجموعة متنوعة من الألعاب المبنية على مباريات واحد ضد واحد وثلاثة ضد ثلاثة حيث يستطيع اللاعبون كسب موادٍ مميزة بداخل اللعبة أو صناديق غنائم. أُضيف طور الرِواق إلى اللعبة يوم 15 نوفمبر 2016. قد يتضمن طورا المشاجرة الأسبوعية والرِواق مناسبات موضوعية صممتها بليزارد، مثل لعبة شبيهة بكرة القدم بثلاثة لاعبين ضد ثلاثة خلال الألعاب الأولمبية الصيفية 2016 وطور تعاوني دفاعي للّاعبين ضد البيئة خلال أول مناسبة هالووين لأوفرواتش وطور من نوعية «الاستيلاء على الراية» كجزء من مناسبة رأس السنة الصينية 2017.
يستطيع اللاعبون خوض مباريات مفتوحة أو خاصة من خلال المباريات المخصصة بعدة خيارات ممكنة قابلة للتعديل مثل طول المباراة واختيار خرائط اللعب وفرض قيود على اختيار الشخصيات وخيارات أخرى مماثلة لتلك المستخدمة لإنشاء مباريات المشاجرة الأسبوعية وطور الرِواق. عندما بدأت المباريات المخصصة لأول مرة، لم يكتسب اللاعبون نقاط الخبرة منها كما لو كانوا يشاركون في أطوار اللعب العابر أو المصنف أو المشاجرة الأسبوعية. سمح تحديثٌ في فبراير 2017 بكسب نقاط الخبرة من المباريات المخصصة. كما أضافت نفس الرقعة ميزات تخصيص عديدة، بما فيها دعم طور «الاستيلاء على الراية» ومتصفح خوادم يسمح بتصفية الميزات المختلفة. وقد أُجريت بعض التعديلات على أطوار الخوادم المخصصة منذ فبراير 2017 لمنع اللاعبين من التنقيب عن نقاط الخبرة في حال توقفهم عن اللعب وهم في الخوادم المخصصة بينما تخطط بليزارد لمنع المستخدمين الذين يحاولون التنقيب عن نقاط الخبرة من خلال الخمول.

#### الطور التنافسي
يسمح الطور التنافسي للّاعبين بالمشاركة في اللعب المصنف مع فصلهم حسب المنطقة والمنصة. يُدار الطور التنافسي على هيئة مواسم تستمر لمدة ثلاثة أشهر لكل منها مع استراحة قصيرة (لمدة أسبوع أو أسبوعين) بين كل موسم للسماح لبليزارد بإجراء التغييرات اللازمة لهذا الطور. استُثني من ذلك الموسم الأول الذي استمر لمدة شهر ونصف لموائمة توقيت المواسم المستقبلية مع فصول السنة. يجب أن يصل اللاعبون إلى مستوى 25 من خلال اللعب العابر حتى يتمكنوا من المشاركة في اللعب التنافسي. قبل أن يتمكنوا من لعب أي مباريات مصنفة، يجب عليهم أن يلعبوا 10 مباريات أولية تقيّم مهاراتهم وتعيّن لهم ترتيبًا يتأثر جزئيًا بتصنيفهم السابق في الموسم الماضي. ويُستخدم هذا الترتيب بعدها لغرض المطابقة في المباريات التنافسية المستقبلية التي يلعبونها في ذلك الموسم. يمكن لتصنيف مهارة اللاعب أن يصعد أو يهبط خلال الموسم حسب أدائه والانتصار على اللاعبين ذوي المرتبات الأعلى أو الخسارة أمام ذوي المرتبات الأدنى. وفيما يلي وصف للجوانب المحددة لنظام المهارات خلال المواسم السابقة:
- في الموسم الأول، تم تعيين تصنيفات المهارة على مقياس 1 إلى 100 حيث يمثل 100 أفضل لاعبين. يكافأ اللاعبون في نهاية الموسم بعملة اللعبة بناءً على هذا التصنيف. لاحظت بليزارد أن اللاعبين يركزون على هذا العدد بشكل أدق مما ينبغي خلال الموسم مما دفعها لإجراء تغييرات للموسم الثاني.[36]
- في الموسم الثاني، تم تعيين تصنيفات المهارة على مقياس 1 إلى 5000 ثم يتم ضم اللاعب إلى واحد من سبع مستويات مرتبطة بتصنيف مهارتهم: برونزي، فضي، ذهبي، بلاتيني، ألماسي، ماستر وغراندماستر. بوسع اللاعبين الانضمام إلى مستوى جديد من خلال رفع تصنيف مهارتهم. لجميع المستويات وحتى الألماسي، فلا يمكن للّاعب أن يفقد مستوى تصنيفه حتى لو انخفض تصنيفه تحت عتبة المستوى. يتطلب مستويا ماستر وغراندماستر اللعب المستمر، حيث قد تؤدي الخسارة المستمرة أو عدم اللعب لفترة من الزمن إلى سقوط اللاعب من هذا المستوى. استندت مكافآت نهاية الموسم على مستويات التصنيف هذه.[37] لاحظت بليزارد أن طريقة نقل تصنيفات الموسم الأول إلى الموسم الثاني أدت إلى تصنيف الكثير من اللاعبين ذوي الرتب المتدنية في المستويين الذهبي والبلاتيني. تسبب ذلك في توزيع واسع لمهارات اللاعبين ضمن هذه المستويات وفي انخفاض تصنيف اللاعبين الذين بدؤوا في الذهبي أو البلاتيني بشكل ملحوظ على الرغم من تساوي عدد انتصاراتهم وخساراتهم.[38]
- في الموسم الثالث، استخدمت بليزارد طريقةً لحساب تصنيف المهارة في مطلع الموسم قلصت تصنيف مهارة الموسم الثاني لدى اللاعب من أجل توزيع اللاعبين في المستويات الأولية بشكل أفضل وإبقاء مهارة اللاعب النسبية متسقة عبر كل مستوى في بداية الموسم ومنع انخفاضات حادة لمستوى مهارة اللاعب في مستهل الموسم. لاحظوا أن خوارزمياتهم وضعت الكثير من اللاعبين في مستويات الذهب والبلاتين في بداية الموسم الثاني مما أدى إلى حالات مطابقة غير متوازنة وانخفاض حاد لتصنيفات اللاعب وتوقعوا أن هذه الفرصة سوف تنشر اللاعبين خلال المستويات المختلفة وتحسن المطابقة بشكل أفضل.[38][39]
- في الموسم الرابع، استُخدم طراز الموسم الثالث الأساسي مع تحديثات بسيطة لنظام المستويات. على سبيل المثال، رفع الموسم الرابع عدد المباريات التي يحتاجها من هم في المستويات العليا للّعب أسبوعيًا للحفاظ على مكانتهم في تلك المستويات، في حين يخبئ أصحاب المهارات المتدنية بمستوى أقل من 500 لتجنب تحفيز المستخدمين على محاولة الهبوط إلى الصفر عمدًا.[40]
- بدءًا من الموسم السادس، ستنخفض فترات المواسم إلى شهرين بناءً على ردود أفعال اللاعبين. بالإضافة إلى ذلك، من المتوقع أن تقدم مباريات تحديد المستوى قياسًا أكثر دقة لمستوى المهارات على حساب اللاعبين ذوي المهارات العالية حيث سيضطرون للانتظار لفترة أطول من أجل خوض مباريات تطابقهم بشكل أفضل مع خصوم محتملين. كما تتوقع بليزارد أن طريقة تغيير حساب نقاط المهارة مقارنةً بالمباريات العادية سيعرّض اللاعبين ذوي المستويات المتدنية لعقوبات أقل.[41] كما يمكن أن ينخفض مستوى اللاعبين الواقعين في أي مستوىً فوق الفضي إن سقط ترتيب مهاراتهم تحت ذلك السقف خلال المباريات الخمس الأخيرة؛ ولكن مع ذلك، ففي نهاية الموسم سيمكث اللاعبون في أعلى مستوى ارتقوا له خلال ذلك الموسم.[42]

يجب على لاعبي فريق الطور التنافسي اختيار بطل معين للقتال ولا يمكن استبداله ببطل آخر غير مستخدم إلّا في منتصف المباراة. أُضيف هذا الجانب من اللعبة بعد إطلاق الطور التنافسي ببضعة أسابيع. في البداية، كانت تُخاض المباريات التنافسية الجارية على خرائط «السيطرة» في جولات من نوع ثلاث انتصارات من أصل خمس بدلًا من اثنين من أصل ثلاث كما هو الحال في طور اللعب العابر حتى الموسم السادس حينما أُعيد اللعب بنظام اثنين من أصل ثلاث مباريات. تنقسم المباريات الجارية في خرائط «الهجوم» و«المرافقة» و«الهجينة» إلى جولتين يتبادل فيهما الفريقين الهجوم والدفاع بين كل جولة. لا يمكن للفريق إحراز نقطة إلّا في حال الهجوم من خلال استكمال كل هدف (مثل الاستيلاء على نقطة مراقبة أو مرافقة حمولة إلى ما وراء نقطة تفتيش). بالنسبة لخريطتيّ «المرافقة» و«الهجينة»، إن لم يرافق المهاجمون الحمولة إلى نقطة النهاية فتُستخدم أطول مسافة أحرزوها لتسجيل النقاط. بعد هاتين الجولتين، يفوز الفريق ذو أكبر عدد من النقاط. في بعض الحالات، قد تُحسم حالات التعادل بجولات إضافية أو قد تنتهي المباراة بالتعادل. تغيرت آلية كسر التعادل مع مرور المواسم:
- في الموسم الأول، حُسمت من خلال جولة «موت مفاجئ»، حيث يتم اختيار إحدى الفريقين عشوائيًا لدور الهجوم ويعطى حوالي دقيقتين (يتفاوت الوقت بين خريطة وأخرى) من دون وقت إضافي لتأمين نقطة تحكم من أجل الفوز بالمباراة وإلّا سيفوز فريق الدفاع. لاحظت بليزارد بسرعة أن طريقة حسم التعادل هذه لم تكن شعبية.
- في الموسمين الثاني والثالث، حُسمت حالات التعادل بناءً على كمية الوقت المتبقي لدى الفريق بعد انتهاء جولته كمهاجم. إن تعادل الفريقان من دون تبقي أي وقت لهما، فتُعتبر المباراة تعادلًا. وبخلاف ذلك، يتناوب كل فريق في دور الهجوم بينما لا يزال لديهم وقت تراكمي متبقٍ لمحاولة تسجيل أكبر عدد من النقاط حتى يستنفد الفريقان وقتهما (تنتهي المباراة بالتعادل) أو حتى يسجل إحدى الفريقين نقاطًا أكثر من الآخر. لا يكافئ إنجاز الأهداف المهاجمين بوقت إضافي في هذا الطور والمهلة أقل في حالات الوقت الإضافي.
- في تحديث تم خلال الموسم الرابع للحد من وتيرة حالات التعادل، استخدمت اللعبة قرب الفِرق من الاستيلاء على هدفها الحالي، على غرار المسافة التي تؤخذ بعين الاعتبار في طور «المرافقة»، من أجل تحديد الفريق الفائز.[46] أُدخل تعديل بسيط على هذا الجانب في وقت لاحق يتطلب إحراز الفِرق ثلث نسبة الاستيلاء على النقطة على الأقل قبل استخدام هذا المقياس لحسم حالات التعادل. لن يتم النظر في حالات الاستيلاء إن كانت أقل من الثلث عند حسم حالات التعادل.[47]

يكسب اللاعب بعض وحدات «العملة التنافسية» مقابل كل انتصار في الطور التنافسي: 10 وحدات مقابل كل انتصار و3 مقابل التعادل.
كما يكسب اللاعبون الذين يكملون المباريات العشر المتطلبة لتحديد مستواهم مواد تجميلية فريدة من نوعها لذلك الموسم. في نهاية الموسم، يكافأ اللاعبون بعملة تنافسية إضافية على أساس مستوى مهاراتهم النهائي. في الموسم الأول، تراوحت المكافأة بين 10 و300 عملة تنافسية بينما رفع الموسم الثاني تلك المكافآت بعامل عشرة. يمكن بعد ذلك استخدام هذه العملة لشراء المكافآت التجميلية، مثل إنفاق 300 عملة تنافسية (في الموسم الأول) أو 3000 عملة (في الموسم الثاني) للحصول على سلاح «ذهبي» لشخصية معيّنة. علّق كابلان على الطور التنافسي كونه «مصدر اهتمام بليزارد الكبير»، متوقعًا أنه «سيتطلب تكرارًا بمقدار عدة مواسم قبل أن نصل إلى المكان الذي نريد الوصول إليه». خلال الموسم الأول من اللعب التنافسي، أعلنت بليزارد أنه لن يُعاد حساب احتمالية فوز الفريق بعد ترك لاعبٍ للمباراة. وجاء هذا القرار بعد كشف ردود فعل اللاعبين عن استقبال سلبي لهذه الآلية.

## الحبكة
تُوصف حبكة أوفرواتش من خلال الأفلام المتحركة القصيرة بالإضافة إلى معلومات أخرى تنشرها بليزارد للترويج للّعبة.
تدور أحداث أوفرواتش ستين عامًا في مستقبل كوكب أرضٍ خيالي وبعد ثلاثين عامٍ على انفراج «أزمة الأومنِك» Omnic Crisis. فقبل وقوع أزمة الأومنِك، كانت البشرية تعيش عصرًا ذهبيًا من الازدهار والتقدم التقني. طوَّر البشر روبوتات ذكاء اصطناعي تدعى «أومنِكس» Omnics أُنتجت حول أنحاء العالم في مرافق «أومنيوم» آلية وكُلِّفت بتحقيق المساواة الاقتصادية. بدأت أزمة الأومنِك عندما بدأت مرافق الأومنيوم بإنتاج سلسلة روبوتات قاتلة عدائية انقلبت ضد البشرية. وسرعان ما شكلت الأمم المتحدة «أوفرواتش»، فرقة عمل دولية تهدف إلى مكافحة التهديد الأومنيّ وإعادة الاستقرار.
كُلِّف جنديان مخضرمان بقيادة أوفرواتش: غابرييل رَيَيس وجاك موريسون. على الرغم من نجاح أوفرواتش في إخماد الانتفاضة الروبوتية وتجنيد عدد من الأفراد الموهوبين، حدث خلاف بين رَيَيس وموريسون ثم أصبح موريسون قائد أوفرواتش بينما تولى رَيَيس قيادة بلاكواتش، قسم العمليات السرية لأوفراتش. حافظت أوفرواتش على السلام عبر القارات لعدة عقود في ما كان يسمى بـ«جيل أوفرواتش»، ولكن اشتد الخلاف بين موريسون ورَيَيس. وُجِّهت عدة ادعاءات بوقوع مخالفات وإخفاقات في صفوف أوفرواتش، مما أدى إلى احتجاجات شعبية ضد المنظمة وصراعات داخلية بين أعضائها ودفع الأمم المتحدة إلى التحقيق في هذا الشأن. وخلال ذلك، دمر انفجار مقر أوفرواتش في سويسرا وزعموا أنه أدى إلى مقتل موريسون ورَيَيس من ضمن آخرين. مررت الأمم المتحدة قانون بيتراس الذي فكك منظمة أوفرواتش ومنع أي نشاطات مشابهة لها.
تدور أحداث أوفرواتش بعد مضي بضع سنوات على تمرير قانون بيتراس. من دون أوفرواتش، بدأت الشركات بالسيطرة واندلع القتال والإرهاب في أجزاء من الأرض وثمة علامات على حدوث أزمة أومنِك ثانية في روسيا. قرر أعضاء سابقون في أوفرواتش أن يعيدوا تشكيل المنظمة بغض النظر عن قانون بيتراس وجندوا أصدقاء قدامى بالإضافة إلى حلفاء جدد في معركتهم.

## التطوير

### المبدأ
بدأ تطوير أوفرواتش بعد إلغاء لعبة تقمص الأدوار كثيفة اللاعبين على الإنترنت الطموحة تايتن، لعبة كانت قيد التطوير في بليزارد لمدة سبع سنوات منذ حوالي عام 2007. قال مخرج أوفرواتش جيف كابلان أن لعبة تايتن كانت لعبة تصويب تعتمد على فئات الشخصيات ولكل فئة قدرات جوهرية يستطيع اللاعب توسيعها عن طريق إحراز تقدمٍ في شجرة المهارات. تصبح هذه المهارات أقوى كلما تقدم اللاعب وصرح كابلان بأنها أصبحت «مشوشة ومربكة للغاية» في النهاية. كما صرح أحد مؤسسي بليزارد مايكل مورهَيم بأنه «لم نجد المتعة (في تايتن) ولم نجد الحماسة» حتى بعد إعادة تقييم المشروع. أُلغي مشروع لعبة تايتن داخليًا بحلول مايو 2013 ولكن لم يتم الإعلان عن ذلك علنًا حتى عام 2014. تفكك فريق تطوير تايتن المكون من 140 عضوًا: انتقل 80 منهم إلى أقسام أخرى في بليزارد بشكل دائم، وأُعير 20 آخرون إلى مشاريع أخرى لبليزارد، وكُلف الأربعون الباقون بإنشاء مشروع جديد في غضون ستة أسابيع وإلا سيتم تعيينهم في مجموعات أخرى بداخل بليزارد.
أشار المدير الإبداعي كريس متزين إلى أن مجموعته اضطرت لإعادة التفكير في كيفية ابتكار ألعاب بليزارد الناجحة وتجاهل حجم المنتج النهائي وفرص العمل الناتجة منه وبدلًا من ذلك فِهم الأدوات والمهارات المتوفرة لهم سلفًا واستخدامها للبناء من أجل تجنب ذات الفشل الذي حل بمشروع تايتن. خلال جلسات العصف الذهني، فكر فريق التطوير في الوضع الحالي لألعاب تصويب منظور الشخص الأول (FPS)، نوعية ألعاب لعبها العديد من أعضاء الفريق طوال حياتهم المهنية تتمتع بالعديد من العناوين الرائدة ولكنها لا تزال تقبل الابتكار، وفقًا لكابلان. وذكر كابلان أنهم أرادوا محاكاة بعض الأفكار الرائجة في ألعاب FPS مثل استخدام المناورات كالقفز بالصواريخ والخطافات التي تساعد اللاعبين على التحرك بخفة عبر الخرائط وألعاب التصويب الجماعية مثل تيم فورتريس كلاسيك وتيم فورتريس 2. وفي ذات الحين، بدأت ألعاب حلبة المعارك الجماعية عبر الإنترنت (موبا) بالازدهار، الأمر الذي تطلب من اللاعبين التعاون مع الآخرين من أجل الفوز بالمباراة بنجاح. قال كابلان أن فريقه نظر في كيفية ملاءمة النطاق الواسع وسرعة الوتيرة لنظام لعب تيم فورتريس 2 مع النطاق الأصغر والطبيعة التعاونية لألعاب موبا، مما شكل نواة أوفرواتش. علق متزين أيضًا قائلًا أن مفهوم العمل الجماعي في أوفرواتش تأثر جزئيًا بالروح المعنوية لفريقهم بعد إلغاء تايتن. قال متزين أنه خلال عملية تطوير تايتن، كان الفريق منقسمًا بشدة مما حفّز عملية إلغاء المشروع. وبالنسبة لابتداء مشروع أوفرواتش بفريق أصغر حجمًا، كل ما أرادوه هو الاجتماع معًا وتقديم الدعم لبعضهم البعض لضمان نجاح لعبتهم القادمة: «قصة خلاصنا كبشر وحرفيين». وصف مورهَيم نواياهم تجاه أوفرواتش بأنهم أرادوا «ابتكار تجربة (تصويب منظور شخص أول) رهيبة يمكن إيصالها بشكل أكبر لجمهور أوسع بكثير بينما نقدم لهم الإثارة والعمق اللذَين يحبها معجبو ألعاب التصويب». وبالنسبة لطبيعة اللعبة كتصويب منظور شخص أول، علّق كابلان أن «الهدف الحقيقي من التصويب في اللعبة ليس بحثًا عن الواقعية. لا توجد مسدسات واقعية في اللعبة. أنت لا تلعب دور جندي يخوض صراعًا عسكريًا في الوقت الحاضر». كانت تُعتبر بساطة التصميم هدفًا عالي القيمة، حيث استُمدت الدروس من نجاح النهج البسيط المستخدَم في لعبة بليزارد الأخرى هارثستون.
من وجهة النظر السردية والفنية، فقد أتى نهج أوفرواتش من التأثير العاطفي لتطوير تايتن الفاشل. قال كابلان أن فريقه الصغير «كان متوترًا للغاية بشأن مستقبلنا» عندما كُلف بابتكار مبدأ لعبة جديد، ولكن سرعان ما عزز ذلك فكرة «مستقبل يستحق القتال من أجله»، وهي عبارة استُخدمت داخليًا أيضًا لتطوير تايتن. استوحوا من ذلك فكرة وقوع أحداث اللعبة في المستقبل القريب وبدؤوا بتقييم ألعاب أخرى تقع أحداثها في نفس الفترة، من ضمنها آخر ألعاب سلسلتيّ كول أوف ديوتي وباتلفيلد إضافة إلى ذا لاست أوف أس وفول أوت 4، لكنهم وجدوا أن كل هذه العناوين تقدم نسخة قاتمة من المستقبل. وعلاوة على ذلك، كانوا يدركون أن من بين التوسعات المختلفة لـوورلد أوف ووركرافت، فإن ذا برنينغ كروسيد لقت أسوأ الاستقبالات والتي نُسبت للمرئيات الطاغية. فبدلًا من هذه المستقبلات القاتمة، أرادوا تقديم سرد وعالم أكثر تفاؤلًا بمرئيات مشرقة من شأنها المساهمة في جذب اللاعبين.
بعد تدوين الأفكار الجوهرية للمشروع، بدأ من بقى من فريق تايتن بجمعها على شاكلة نموذج أولي من أجل تقديمها للإدارة. أخذوا الفئات التي كانوا قد ابتكروها من أجل تايتن وأعادوا تجديدها على هيئة أبطال ومنحوهم قدرات جوهرية من مجموعات مهارات تايتن التي اعتقدوا أنها ستعمل بشكل جيد مع بعضها البعض وتطوير قصص الأبطال وشخصياتهم. كما أُعيد استخدام الأصول الفنية الموجودة من تايتن لمختلف أفاتارات الشخصيات وصُقلت من أجل ابتكار مظهر الأبطال. استخدم اللعب الأولي خرائط ابتكروها لـتايتن علاوة على استخدام ترَيسر، أحد أبطال تايتن الذين أُعيدت صياغتهم. في تلك المرحلة، لم يدرجوا أي تحريكات ولذا فكانت تطلق ترَيسر النار عن طريق إشعاعات ليزر تخرج من عينيها. أثبت النموذج نجاحه بداخل أروقة بليزارد وأُعطي الفريق الضوء الأخضر للمضي قدمًا. أصبحت أوفرواتش ثاني محاولة لبليزارد لإطلاق امتياز جديد منذ ستار كرافت عام 1998.

### التطوير التقني
بدأ التطوير الأولي للّعبة بابتكار الشخصية البطلة الأولى، ترَيسر، التي قامت على شخصية في تايتن تمتلك قدرات مماثلة تمكنها من التلاعب بالزمن. استخدموا ترَيسر وخريطة واحدة مبنية على أساس معبد أنوبيس من أجل اختبار أداء الآليات الجوهرية، وفقًا لمخرج اللعبة المساعد آرون كَلَر. أضافوا ثلاثة أبطال آخرين: ويدومَيكر وريبَر وفرح، لبدء عملية صقل آليات اللعب، والتي حتى في تلك المرحلة شابهت اللعبة النهائية بشكل كبير وفقًا لكَلَر. حتى إنهم نظروا في مسألة إصدار أوفرواتش بشخصيات محدودة في تلك المرحلة، حيث كانوا يشعرون أن اللعبة أصبحت منتجًا نهائيًا.
بدلًا من ذلك، قضوا حوالي عامين في تطوير بقية الشخصيات وموازنة اللعب والرسوم. بشكل عام، أُضيفت الشخصيات للّعبة لواحدة من الأسباب الثلاثة التالية: لإدخال آلية لعب جديدة أو موازنة اللعب، لتطبيق تصميم جديد للشخصيات أنشأه الفريق الفني، أو للمساعدة في دعم حبكة أوفرواتش. بالإضافة إلى موازنة الشخصيات، أراد فريق التطوير أن يجد طُرقًا لموازنة الشخصيات بمختلف الخرائط راغبين في توفير مناطق عبر جميع الخرائط يمكن لكل شخصية أن تكون فعالة فيها. عدد شخصيات اللعبة ليس ثابتًا. مع أنها صدرت بـ21 بطل مختلف، صرح كابلان بأن الفريق عبث بعدة أهداف، حيث يُحتمل وصول العدد إلى 40 بطل فريدين من نوعهم عبر ستة فئات مختلفة. كان يعلم كابلان أنهم سيضطرون لتوفير أكثر من تسعة أبطال لكي يميزوا أنفسهم عن تيم فورتريس 2، التي تضم تسعة فئات مميزة. أثنى كابلان على جَف غودمان، مصمم مخضرم في بليزارد، لمعرفته عدد الأبطال والفئات الصحيحَين وتحقيق التوازن بين الشخصيات. أشار كَلَر إلى أنه كلما اقترب عدد الشخصيات من 15، كلما أبدى الفريق قلقه من أن هناك الكثير من الشخصيات التي سيضطر اللاعبين لتعلمها، مما قد يُضعف تجربتهم في اللعب، لكنهم سعوا لضمان التفرد والتوازن عبر لائحة الشخصيات المتوفرة. شعر الفريق أن اللعبة كانت جاهزة للإصدار في نوفمبر 2015 بعد إضافة آخر شخصيتين إلى قائمتها: مَي وديڤا.
طُوِّرت أوفرواتش بعدد من الميزات لكسب جمهور أوسع من ضمنها ميزة إتاحة الوصول للمصابين بعمى الألوان. خلال عملية تطوير اللعبة، كانت إحدى الأهداف الهامة هي «الوضوح القتالي» للّاعب، بحيث عندما ينتقل اللاعب إلى منطقة جديدة ستكون الشخصيات العدوة واضحة للعيان. مكّن من ذلك إظهار الفروق بين مستويات صبغة اللون وصفاؤه المستخدمة للّاعبين وتلك المستخدمة بداخل الخرائط، مع ابتكار شخصيات بصور ظلية مختلفة تمامًا تسمح للّاعب بالتعرف على هوية البطل من مسافة بعيدة، بما في ذلك إن كان صديقًا أم عدوًا. لاحظوا خلال عملية التطوير أهمية السماح للّاعبين بتغيير شخصياتهم خلال المباراة بالنسبة لمجرى اللعب. وهذا ما ألهمهم بالتخلي عن خطط لإصدار أوفرواتش كنموذج اشتراك مجاني مع نظام دفع مصغر أو بمحتويات مدفوعة قابلة للتنزيل وعوضًا عن ذلك جعلوها لعبة فردية القيمة والشراء. قال كَلَر إنهم يريدون للّاعبين أن يكونوا قادرين على التنقل بين بطل وآخر كلما استدعى الموقف ذلك، وأن نهجَيّ نموذج اللعب المجاني أو المحتويات القابلة للتنزيل قد يحدّان من تلك القدرة إن لم يشترِ أحد لاعبي الفريق البطل الذي يود التغيير إليه. صرح كَلَر أيضًا أن نموذجَي اللعب المجاني أو المحتويات القابلة للتنزيل قد يقسم مجتمع لاعبيهم بحيث يلعب المستخدمون فقط مع الأصدقاء الذين تتوفر لهم ذات المحتويات التي اشتروها بدلًا من اللعب مع جميع اللاعبين المتاحين. طوِّر محرك اللعبة من الصفر بداخل بليزارد لاستهداف مجموعة واسعة من الحواسب الآلية الشخصية، من ضمنها الحواسب المحمولة التي تستخدم معالجات الرسوم المتكاملة. قال كبير مهندسي البرمجيات رايَن غرين أنهم تطلعوا لإنشاء حدٍ أدنى لمواصفات عتاد الحواسب تضمن أن اللعبة ستجري بسرعة 30 لقطة في الثانية على الآلات منخفضة المواصفات، والتي في حال تلبيتها ستسمح للآلات الأقوى ومنصات اللعب بتشغيلها بسرعة 60 لقطة في الثانية فضلًا عن تحسين المشاكل الأدائية الأخرى.
وكان أحد الأهداف التنموية الأخرى هو تجنب السلبية التي عادة ما تظهر في بيئات اللعب التنافسية الأخرى، كما اتخذوا قرارات تصميمية محددة لإزالة العناصر التي شعروا أنها تغذي السلبية بالإضافة إلى اتخاذ خطوات لإضفاء رسالة إيجابية من خلال السرد القصصي. تَضَمَّن أحد هذه الخيارات إزالة نِسَب القتل والموت من مختلف الملخصات الإحصائية، حيث وفقًا لكابلان: «بعض الشخصيات لا تحتاج لأن تقتل لتكون فعالة.» وللتسويق لبيئة لعب أكثر ودية، تعاقب بليزارد اللاعبين الذين ينسحبون من اللعب بغضب قبل انتهاء المباراة بعقوبة تطال نقاط خبرتهم بعد انتهائها، وسيحظرون بشكل دائم من يكتشفوا أنهم يستخدمون «الغش أو الاختراقات أو الآليات أو برامج أطراف ثالثة».
في حين أنه تم تطوير الأطوار الأولية للّعبة بسهولة لمراعاة القدرات المميزة لجميع الشخصيات، فقد فكر المطورون أيضًا في طور «الاستيلاء على الراية» لعدة سنوات مع الاعتراف بأن معظم ألعاب تصويب منظور الشخص الأول الجماعية تشمل نوعًا من أنواع هذا الطور. وأكبر مشكلة واجهها هذا الطور هي قدرات السرعة أو الانتقال المعوج لبعض الشخصيات، مثل ترَيسر، والتي يمكن أن تلتقط الراية وتنتقل بسرعة في عودةٍ إلى قاعدتها تاركةً الفريق الآخر من دون القدرة على إيقافها. وبالتالي، فسيجدون أن المباريات لا تحوي إلّا شخصيات سريعة أو سيضطرون لفرض الكثير من القيود لدرجة أن المباراة قد لا تشعر وكأنها من طراز أوفرواتش. على مدى عدة صياغات مختلفة، انتهى الأمر بهم إلى ابتكار مخطط طرحوه للاختبار العام في يناير 2017 من خلال مناسبة «الاستيلاء على الديك» الخاصة للاحتفال بالسنة الصينية الجديدة. في هذه المناسبة، يتعين على اللاعبين الانتظار لبضع ثوانٍ قبل أن يتمكنوا من الجري أو استخدام قدراتهم الخاصة منعًا للشخصيات السريعة من الجري فورًا بعد التقاطهم للراية وجعلها معرضة للهجمات في تلك الفترة. أعلنت بليزارد أنها ستبقي على المناسبة كطور لعب مخصص مع خيارات إضافية مع أنه في بداية الأمر لم تكن لديهم خططًا للاحتفاظ بهذا الطور بعد انتهاء المناسبة.
كانت فكرة بليزارد الأولية بشأن الطور التنافسي تتضمن فرض حدود للّعب بمباريات ستة ضد ستة حيث يشكل اللاعبون فِرقهم الخاصة خارج نظام المطابقة العادي مع الترتيب على أساس أداء الفريق بدلًا من الأداء الفردي. صرح كابلان أن هذه الفكرة ستساهم في تجنب المشاكل المتعلقة بالمطابقة وحساب تصنيف الفريق في حال انسحاب اللاعبين بمنتصف المباراة. عندما قدموا هذا المبدأ للّاعبين في مرحلة مبكرة، تلقوا كمية هائلة من ردود الفعل السلبية حيث أراد الكثير من اللاعبين أن يخوضوا الطور التنافسي بمفردهم بدلًا من جمعهم بفريق ما. بناء على ردود الفعل هذه، أعادوا تصميم الطور التنافسي ليكون مبنيًا على نظام تقدم مماثل لنظام لعبة هارثستون، بحيث يبدأ اللاعب بالتقدم بشكل عام من خلال نظام سُلَّمي ذو خمس مستويات كلما لعب المزيد من المباريات، ولكن كلما ارتقى في مستويات أعلى، كلما وجد أن التقدم مبني على المهارات بشكل أكبر. اختُبر هذا النهج في مرحلة البيتا ولكن لاحظت بليزارد أن اللاعبين ذوي المستويات المنخفضة غالبًا ما يجدون أنفسهم يواجهون ذوي المستويات العليا وأنهم لم يضعوا في الحسبان أن اللاعبين قد يسقطون من مستوىً ما إن أصبح أداؤهم ضعيفًا. كما وجدوا لاعبين يريدون حسابًا أفضل لمستواهم التنافسي لكي تتم مقارنتهم بشكل أفضل مع اللاعبين الآخرين. اختاروا الامتناع عن ضم الطور التنافسي إلى اللعبة عند صدورها ولاحقًا أعادوا تطوير الطور بحيث استخدم نظام التصنيف المكون من 100 نقطة لمواجهة هذه المشاكل بينما يستمرون في البحث عن طرق أخرى لتحسين نظام التصنيف.
دخل الطور التنافسي المحسّن مرحلة البيتا المفتوحة في منطقة الاختبار العامة لدى موقع Battle.net يوم 21 يونيو 2016. أُضيف الطور التنافسي لأنظمة ويندوز وإكس بوكس ون وبلاي ستيشن 4 أيام 28 يونيو و30 يونيو و1 يوليو 2016 على الترتيب.
علّق مكتب الولايات المتحدة لبراءات الاختراع والعلامات التجارية طلب بليزارد لتسجيل علامة أوفرواتش التجارية نظرًا لـ«احتمالية الالتباس» بينها وبين علامة تجارية مسجلة مسبقًا من قبل «إنوفِس لابز». يوم 13 أكتوبر 2015، تمت تسوية دعوة قضائية معلقة بين إنوفِس لابز وبليزارد. وبعد أسبوع، يوم 21 أكتوبر 2015، سلّمت إنوفِس لابز علامتهم التجارية المسجلة لأوفرواتش.

### السرد والخلفية
من أجل تطوير سمات اللعبة، ذكر كابلان إنهم أرادوا إنشاء مستقبل لا يطابق النموذج النمطي لعالم ما بعد الكارثة، وبدلًا من ذلك اختيار مستقبل حيث لا يزال الصراع قائمًا مع الحفاظ على «رؤية مشرقة وطموحة». واعترف المدير الإبداعي للّعبة كريس متزين بأن بعض أجزاء أوفرواتش تشاطر استمرارية تايتن، مثل الخرائط. لا تحوي أوفرواتش طور مباريات موت تقليدي في إشارة إلى الرغبة في الحفاظ على «بساطة» أساليب لعبها ولأن هذا الطور يتناقض مع تركيز اللعبة على تحقيق الأهداف كفريق عوضًا عن محاولة تسجيل أكبر كمّ من عمليات القتل. قال متزين: «لدينا إرث طويل في تطوير الألعاب الجماعية وما توصلنا إليه هو 'هل من الممكن بناء لعبة تصويب لا تبعث إحساسًا بالتشاؤم أو القسوة أو القرف؟ هل تستطيع بناء لعبة تشجع العمل الجماعي والعلاقات واللهو مع أصدقائك من دون أن تقتلك سكينًا رُميت من منتصف الخريطة بمجرد الدخول عليها؟'»
وقد أعرب كابلان عن استمرار هذه السمة ضمن جماليات اللعبة قائلاً: «عندما يتعلق الأمر بالخلفية والنمط الفني ونبرة العالم، فكثير من الألعاب تفضل مقاربة المستقبل إما بطريقة بائسة أو كارثية»، وأضاف: «أردنا أن نصنع شيئًا مشرقًا ومرحّبًا يتضمن ألوانًا عميقةً غنية. كما تميل الكثير من الألعاب الواقعية الحديثة إلى التركيز على لوحات الألوان الرمادية والبنية الحازمة.» وقد طوِّرت العديد من الخرائط الأولية مثل إيليوس ودورادو ونيبال بناءً على فكرة أماكن قضاء الإجازات واستُمدت من صور مختلفة لتلك المواقع. أشار كابلان إلى أن خريطة دورادو الواقعة في المكسيك كانت مستوحاة من صورة وجدوها أثناء البحث عن صور لقرى مكسيكية ملونة، ولكنهم أدركوا لاحقًا أن تلك الصورة كانت لقرية مانارولا في إيطاليا. أما بعض الخرائط الأخرى، مثل خريطة هوليوود، فقد أنشأها فريق متعدد الثقافات فقط باستخدام تصورهم لماهية هوليوود بدلًا من استخدام مواد مرجعية وكانت النتيجة أفضل من أي نسخة واقعية، وفقًا لكابلان. كما تم تصوير إحدى الخرائط الحديثة، أُوَيسِس الواقعة في العراق، كـ«واحدة من أكثر الأماكن المتقدمة تقنيًا في العالم» لمضاهاة كيفية تصويره في الألعاب الأخرى الواقعة في المستقبل القريب كبلد مزقته الحروب.
يُشرف على سرد أوفرواتش القصصي كبير مصممي ألعاب بليزارد مايكل تشو. كان ابتكار سرد للّعبة تحديًا مقارنة بعناوين بليزارد السابقة كون اللعبة تفتقر إلى طور لاعب واحد أو آلية سرد قصص تقليدية. عوضًا عن ذلك، سعى كتّاب قصة اللعبة لإنشاء سرد ممتد يمكن له أن يتداخل في اللعبة من خلال الحوارات القصيرة وجلود الأبطال القابلة للكسب. وأضافت رقعة اللعبة لشهر مارس 2017 سير ذاتية قصيرة للشخصيات بالإضافة إلى تفاصيل تتعلق بجلود الشخصيات في معرض الأبطال Hero Gallery. خارج إطار اللعبة، فإن ما يدفع السرد القصصي بالدرجة الأولى هو طريقة قصٍ عابرة لوسائل الإعلام تتضمن الأفلام المتحركة القصيرة والقصص المصورة الصادرة رقميًا. يمُدّ ذلك المطورين ببعض المرونة في اتجاه القصة كلما تتوسع أوفرواتش على مر السنين. لا يزال بالإمكان النظر إلى تلميحات تتعلق بالسرد خلال بيئات الخرائط وحوارات الشخصيات بداخل اللعبة ذاتها. يعلل تشو بقوله: «إنك تختار شخصية مثل الجندي: 76 الذي يقول شيئًا مثل: 'في أيامنا الماضية كنا قد سلّمنا هذا الحمولة.' ثم تختار شخصية مثل زنياتا الراهب الروبوتي الذي يقول شيئًا مشابهًا لـ'تصبح مندمجًا مع الهدف'. لذلك نحن نجد هذه الطرق لجعلهم مميزين حقًا وهذا ما يجعل بعض العبارات الصوتية غير متوقعة ومضحكة أحيانًا.» كما وجدت بليزارد طرقًا جديدة لإدراج عناصر قصصية من خلال المناسبات محدودة المدة مثل مناسبة «انتقام جَكِنستاين» في أكتوبر 2016 ومناسبة «الانتفاضة» في أبريل 2017. قال تشو إنه مع هذه النوعية من المناسبات، سيتشجع اللاعبون على استكشاف أشكالٍ أخرى من الوسائل الإعلامية التي تستخدمها بليزارد لتطوير سرد أوفرواتش القصصي، كما أنه سيدفع المعجبين لمواصلة الاستكشاف والتساؤل عن العالم والشخصيات التي ابتُكرت.
شعر بليزارد بأن لديهم القوة لتطوير سرد من أجل عالم ضخم من الشخصيات كما فعلوا من أجل ووركرافت. أعرب تشو عن رغبتهم في الحياد عن عناصر الفانتازيا والخيال العلمي التي كانت بارزة في امتيازاتهم الرئيسية الثلاث (ووركرافت، ستار كرافت، ديابلو)، قائلًا: «أردنا أن نجرب شيئًا مختلفًا مع أوفرواتش، ولذلك ما قررنا السعي نحوه هو مستقبل الأرض. لطالما أردنا أن تكون اللعبة عن الأبطال، ولذلك استلهمنا الكثير من القصص المصورة وقصص الأبطال الخارقين من صغرنا وحتى الآن.» وبمجرد أن تَقَرَّر أن تقع أوفرواتش في نسخة مستقبلية من الأرض، أدرك الكتّاب إمكانية وجود مجموعة شخصيات عالمية ومواقع تقع في «مستقبل ملهم». يرى متزين أن عالم أوفرواتش يقبل طرح ديناميات محتملة مع مرور الوقت، ولكن ليس لدى بليزارد أي خطط حتى الآن لتنفيذها بداخل اللعبة.

### الشخصيات
تم اختيار الشخصيات القابلة للّعب في أوفرواتش لتكون متنوعة الأعراق والنوع الاجتماعي، بما فيها الذكور والإناث والشخصيات غير البشرية مثل غوريلا وروبوتات. وكانت الحاجة إلى شخصيات متنوعة ماسّة بالنسبة للمطورين، حيث تعرضت بعض ألعاب بليزارد السابقة للانتقاد في الماضي بسبب افتقارها لهذه الميزة. كما أوضح متزين أنه حتى ابنته سألته لماذا تبدو جميع شخصيات ووركرافت النسائية وكأنها لا ترتدي إلّا المايوه. قال متزين: «خصوصًا بشأن أوفرواتش، كنا على دراية بهذه القضية طوال العام الماضي كي نحاول ألّا نفرط في إضفاء الطابع الجنسي على الشخصيات النسائية.» أوضح مخرج اللعبة جيف كابلان أن صناعة ألعاب الفيديو «بشكل واضح في عصر حيث اللعب للجميع»، وأكمل قائلًا: «بشكل متزايد، فإن الناس تريد الشعور بأنها ممثَّلة من جميع مناحي الحياة، الأولاد والبنات، الجميع. نشعر بأننا مدينون وإنه يجب أن نبذل قصارى جهودنا من أجل الوفاء بذلك.» قال مايكل تشو أن مجموعة الشخصيات المتنوعة ناجمة عن نهج بليزارد في تصميم الألعاب، موضحًا: «لقد حاولنا ضم طاقم شخصيات متنوع ومواقع متعددة تخوض اللعب فيها، ونأمل أن هذه الشخصيات - حتى بشكل يتجاوز التنوع الدولي في رؤية لشخصياتهم وخلفياتهم ومهنهم - نأمل أن يجد الناس قواسم مشتركة مع هذه الشخصيات.»
كما تمتد تعددية أوفرواتش إلى جوانب أخرى للشخصيات. قالت بليزارد أن لبعض شخصياتها هويات تمثل مجتمع الميم (مجتمع المثليات والمثليين ومزدوجي الميل الجنسي ومغايري النوع الاجتماعي). وقال متزين أن ضم شخصيات من مجتمع الميم لا يهدف لـ«إضافة نقطة بيانات أو أن يكون مفتعلًا بأي شكل من الأشكال»، ولكن بدلًا من ذلك أن «تأخذ (هذه الهويات) مجراها عضويًا». كانت ترَيسر أول شخصية من مجتمع الميم يُكشف النقاب عنها من خلال إحدى القصص المصورة الترويجية المنشورة عبر الإنترنت. قالت بليزارد في إشارة إلى هذا الكشف أنه «كما هو الحال مع أي من جوانب خلفيات شخصياتنا، فإن توجهها الجنسي جزء واحد فقط مما يجعل أبطالنا على ما هم. منذ بداية عملنا على قصة ترَيسر، بدا أنه من الصحيح إضافة هذا الجانب إلى شخصيتها». أكدت بليزارد أن هدفها هو وجود طاقم شخصيات متنوع مع الكشف عن ترَيسر، قائلين: «من البداية، أردنا لعالم أوفرواتش أن يكون مُرحِّبًا وشاملًا وأن يعكس تعددية لاعبينا حول العالم.» كذلك يعتبر فريق التطوير أن شخصية سيميترا متوحدة، مع كابلان قائلًا: «نعتقد أنها تقوم بعمل عظيم في تمثيل كيف يمكن أن يكون الشخص المتوحد رائعًا.»
تصور الفريق هذه الشخصيات كأبطال خارقين في هذا السرد ولكل منها قدرات وخلفيات قصصية وشخصيات خاصة مستقلة لكنها تناسب قصة اللعبة الموسعة. هذه الفكرة تُرجمت إلى كون الشخصيات عملاء للّعبة، حيث قال متزين أنها لا تزال تعبّر عن «البطولية والشعور» اللتان تبثانه قصص الأبطال الخارقين. لم يرد الفريق أن تكون أي من الشخصيات شريرة وحسب، ولكنهم طوروا بعضها، مثل الجندي: 76، ليكون لها غرض غير مؤكد بداخل السرد. العديد من الشخصيات تطورت من شخصيات أخرى وقدراتها التي طُوِّرت من أجل تايتن، بما في ذلك ترَيسر وويدومَيكر وباستيُن والجندي: 76، وسيميترا وتوربيُرن وراينهارت. صُممت الشخصيات بحيث تتجنب إضفاء صور نمطية صريحة. في بعض الحالات مثل مَكريّ، أخذوا شخصية نمطية لكنهم طوروا شخصيته وخلفيته من أجل احتضان تلك الصورة النمطية. وفي حالات أخرى تقدم اللعبة شخصية لا تظهر عادة في الألعاب الحديثة، مثل آنا، أمٌ أكبر سنًا لا تزال قناصة ماهرة. كان اختيار ترَيسر للظهور على غطاء اللعبة الفني تناقضًا عمدًا مع معظم ألعاب التصويب الأخرى التي تُظهر جنديًا ذكرًا أشهبًا وأكبر سنًا، حيث قال كابلان أن الهدف من ذلك هو إظهار أن «الأمور الطبيعية طبيعية».
يثني كابلان على الفنان آرنولد تسانغ لابتكاره التصاميم الأولية لجميع أبطال اللعبة. ثم تطورت القصة والشخصيات خلال عملية تكرارية بين مطوري نظام اللعب والفنانين والإعلام الترويجي حيث عملوا على جمع السرد سوية. في هذا الصدد، كان توربيُرن هو رمز شخصيات اللعبة، حيث مع أنه في حين لم يتم ابتكاره أولًا، فإن تسانغ ابتكر أسلوبه الفني لسد الفجوة بين عالمَي ووركرافت وأوفرواتش. راجع مخرج بليزارد الفني سام ديدييه تصاميم تسانغ الأصلية، مما أسفر عن العديد من الأسئلة للمساهمة في تشديد التصميم الفني الذي أدى إلى آلية لعب توربيُرن ومن ثم استخدام مظهر توربيُرن كحجر أساس لكل تصاميم الشخصيات الأخرى والخرائط للتأكد من تناسب هذه الأصول مع عالم توربيُرن. دومفِست هو مثال آخر كونه شخصية مقدَّمة في إحدى الفيديوهات الترويجية للّعبة التي تعرض قفازه. أدى هذا إلى إنشاء إحدى الخرائط التي وسّعت مبدأ دومفِست، وجعلوه لقبًا تَمرَّر بين آخرين في الماضي وبذرةً لخلفيات شخصيات موجودة سلفًا ترتبط بلقب دومفِست. مَدتهم هذه العملية بنقطة انطلاق كافية للعمل منها عندما قدّموا شخصية دومفِست كبطل قابل للّعب في أوفرواتش. وتشمل أمثلة أخرى قدمها متزين وتشو للتوسع التكراري المماثل للشخصيات البطلين گينجي وهانزو اللذَين هما شخصيتان ظهرتا من مبدأ شخصية واحدة أولي، مما أدى إلى كونهما منافسَين لبعضهما البعض، وتقديم لوسيو كوسيلة لتوسيع مبدأ شركة فيشكار ضعيف الترابط الذي كان جزءًا من قصة سيميترا الخلفية.
ابتكر موظف بليزارد ديفيد غيبسون تحركات الشخصيات. للمساعدة في إضفاء شخصية أكبر للرسوم المتحركة ثلاثية الأبعاد، فقد طبق غيبسون طرقًا تقليدية مستخدمة في الرسوم المتحركة المحدودة ثنائية الأبعاد، مثل الرسوم المتحركة الملطخة بدلًا من الاعتماد على التأثيرات الضبابية، مما أدى إلى ابتكار رسوم متحركة أكثر مبالغة تدعم الشعور باللعبة.

### تطوير ما بعد الإصدار والدعم
ستدعم بليزارد اللعبة من خلال تحديثات مختلفة مثل الطور التنافسي الذي أُضيف في يونيو 2016 وتغييرات محتملة لكيفية اختيار أهم لحظة في المباراة من أجل تسليط الضوء على الأبطال غير الهجوميين. سوف تأتي تحديثات أخرى من خلال مراقبة اللعبة وضبط خصائص الأبطال المختلفة لإدارة توقعاتهم التصميمية للّعبة بشكل أفضل وفي استجابة لردود أفعال اللاعبين. على سبيل المثال، كانت إحدى أولى التحديثات المخطط لها هي تغيير مقدار قوة هجمة مَكريّ البديلة (إفراغ الأسطوانة) التي تلحق ضررًا بالغًا بأغلب الأهداف. رأت بليزارد أن هذه الهجمة يجب أن تكون فتاكة بمعظم الأبطال الآخرين ولكن ليس عليها أن تفتك بالشخصيات المدرّعة بمجرد ضربة واحدة، ولذلك خفضت مقدار الضرر الذي تُحدثه الهجمة لمعالجة هذه المسألة. وبالمثل، فقد خضعت شخصية سيميترا لتحديث شامل في أواخر عام 2016 أعطاها قدرات إضافية من ضمنها مهارة قصوى ثانية، وأجريت هذه التغييرات في استجابة لملاحظات بليزارد بأنها كانت نادرًا ما يتم اختيارها من قبل اللاعبين. قال كابلان أنه في حين أنهم يرغبون بالترويج للأبطال الذين لا يُلعب بهم إلا القليل، فإن هدفهم من هذه التحديثات ليس السعي من أجل المساواة في معدل اختيار جميع الأبطال، بل العمل مع تقلبات عوامل ما خارج اللعب كلما أُدخل أبطالٌ جدد على اللعبة وتطوير اللاعبين لاستراتيجيات جديدة لمواجهة الأبطال الجدد أو تحديثات الأبطال الآخرين الجديدة. كما وصف كابلان نهجهم العام بالنسبة لتعديلات ما بعد الإصدار هذه كجزء من «مثلث توازن» حيث يزِنوا الإحصائيات المختلفة التي يجمعونها وردود الفعل والمواقف العامة من قاعدة اللاعبين التي يراقبونها بالإضافة إلى آرائهم الشخصية وحدسهم بشأن أين يجب أن يكمن التوازن. لا يتساوى توازن النقاط الثلاثة، لكنم ينظرون في تجنب السماح لأحد الجوانب بالطغيان على الجانبين الآخرَين.
لن تكون جميع التحديثات متكافئة عبر المنصات؛ فإن أحد التحديثات المخطط لها ستخفض مقدار الضرر الذي تلحقه أبراج توبيُرن تلقائية التهديف في إصدارات اللعبة على المنصات ولكنها لن تنطبق على إصدار ويندوز، في حين أن رقعة لاحقة للمنصات ساهمت في تحسين دقة التهديف بعصيّ التحكم التناظرية. في سبتمبر 2016، أضافت بليزارد دعمًا للعب الشبكة عالي النطاق على عميل ويندوز للمستخدمين الذين يملكون اتصالات إنترنت سريعة بما فيه الكفاية، مما يقلل مدة التأخير الاستيفائي في تكهن جانبَيّ العميل والخادم وجعل اللعبة أكثر سلاسة وتفاعلية لهؤلاء اللاعبين. يطابَق اللاعبون ذوو الاتصالات منخفضة النطاق مع آخرين من ذوي الاتصالات البطيئة تجنبًا لأي خلل في سرعة الاتصال. تبحث بليزارد في كيفية تطبيق دعم اتصالات النطاق العالي في إصدارات المنصات.
عند إطلاق اللعبة، لم تكن هناك خطط لإصدار أوفرواتش على نظام ماك أو أس، حيث قال كابلان أن بُنية ماك أو أس وامتثالات أوفرواتش كانت «صعبة (الدعم) للغاية» في البداية. كما صرح كابلان بأنهم بحثوا في مسألة تطوير إصدار لجهاز نينتندو سويتش الذي اعتبروه تحديًا مماثلًا بسبب مواصفاته ومن شأنه أن يعقّد طبيعة تحديث اللعبة عبر جميع المنصات في الوقت ذاته، لكنهم يعتبرون المنصة صالحة للّعبة.
تخطط بليزارد لإضافة المزيد من الخرائط والشخصيات الجديدة إلى اللعبة. بالنسبة للشخصيات، فقد توقع كابلان أنهم سيصدرونها بانفراد بدلًا من المجموعات، مما يسمح باستقرار الشخصية الجديدة قبل إضافة الشخصية المقبلة. أشار كابلان إلى ردود الفعل السلبية التي وردت بعد صدور آخر ثلاث شخصيات (گينجي ومَي وديڤا) في دفعة واحدة خلال مرحلة البيتا المغلقة، والتي إن تكررت قد «تسبب الفوضى» لمجتمع اللاعبين. على سبيل المثال، تم الكشف عن أول شخصية جديدة، آنا، وكانت قابلة للّعب في منطقة الاختبار العام منذ يوم 12 يوليو 2016، وأصبحت متوفرة للجميع على إصدار ويندوز يوم 19 يوليو ثم إصدارات المنصات بعدها بأيام معدودة. كما أُضيفت شخصيات أخرى مثل سومبرا بطريقة مماثلة بالإضافة إلى غيرها من الميزات الجديدة. فيما يتعلق بالخرائط، أعلنت بليزارد عن إصدار خريطة جديدة تدعى «آيخِنڤالدَه» Eichenwalde يوم 16 أغسطس 2016. تستطيع بليزارد أيضًا إضافة أطوار لعب جديدة وجماليات مثل البخاخات والجلود من بين أشياء أخرى. كما أُتيحت أطوار لعب وجماليات محدودة الوقت للمناسبات والأعياد مثل الألعاب الأولمبية الصيفية 2016 وهالووين. بعض هذه الإضافات مستوحاة من ردود أفعال اللاعبين الموجهة نحو بليزارد. في حالة مناسبة «انتفاضة أوفرواتش» خلال أبريل 2017، قال كابلان أن اللاعبين أرادوا دمج المزيد من القصة بداخل اللعبة، مما ألهمهم بابتكار طور لاعب-ضد-بيئة جديد تحركه القصة وتقع أحداثه خلال ماضي أوفرواتش ساعد في تأليف سرد جديد وتوفير مواد جمالية تُبيِّنُه.
قالت بليزارد إنها ملتزمة بالحفاظ على المشهد التنافسي للّعبة وأنها سوف تتخذ خطوات استباقية لمنع الغش من خلال الاختراق وغيرها من الحيل. قامت بليزارد بعملية حظر جماعي للاعبين وجدوا أنهم يستخدمون التصويب الآلي وبرامج أخرى تساعد على الغش في أواخر يوليو 2016. بعد صدور أوفرواتش، سعت بليزارد إلى اتخاذ إجراءات قانونية بحق أداة «بوسلاند هاكس فور واتش أوفر تايرَنت» التي تمكِّن الغش وبعض المزايا للّاعبين في أوفرواتش من بين مزايا أخرى، وفي نهاية المطاف فازت بالدعوى تلقائيًا وتم منحها 8.5 مليون دولار تعويضًا عن الأضرار.

## التسويق

### الإعلان والترويج والإصدار
أُعلن عن أوفرواتش رسميًا في حدث بمؤتمر بليزكون يوم 7 نوفمبر 2014. كانت اللعبة قابلة للّعب خلال هذا الحدث لجميع الحاضرين مع إمكانية الاختيار ما بين 14 شخصية متوفرة. خلال هذا الحدث، أصدرت بليزارد فيديو دعائي للّعبة وفيديو موسع يكشف عن نظام اللعب. بعد شهر من حدث بليزكون في ديسمبر 2014، أصدرت بليزارد فيديوهات تعريفية بشخصيات اللعبة إلى قناتها على يوتوب وفي مايو 2015 أعقبتها بنشر فيديوهات أسبوعية للقطات من اللعبة وتسليط الضوء على لحظات هامة للشخصيات.
بدأت مرحلة بيتا مغلقة لأوفرواتش عبر المنصات الثلاث يوم 27 أكتوبر 2015. خضعت مرحلة البيتا المغلقة لفترة «استراحة ممتدة» في ديسمبر ثم عادت في فبراير 2016. بعد الإعلان عن موعد صدور اللعبة في مارس 2016، أعلنت بليزارد أيضًا عن فترة بيتا مفتوحة من 5 مايو وحتى 9 مايو لأي مستخدم مسجل في عميل Battle.net. أثبتت فترة البيتا المفتوحة شعبيتها مع إعلان بليزارد عن مشاركة أكثر من 9.7 مليون لاعب، وكوسيلة لإظهار التقدير للمستخدمين، مددت فترة البيتا المفتوحة ليوم إضافي.
في الأسبوع الذي سبق صدور اللعبة، رتبت بليزارد لعرض صناديق ضخمة (بطول 4.6 مترًا) تحوي تماثيل لمختلف أبطال أوفرواتش وكأنهم سيباعون كدمى حول العالم في هوليوود وباريس ومدينة بوسان في كوريا الجنوبية. ابتكرت ألايَنس ستوديوز هذه المعروضات بقيادة ستيف وانغ الذي تعاون مع بليزارد في مشاريع سابقة وأَدي يانغ. بعد التخطيط لتصميم المنحوتات في يناير 2016، تسابقت فِرق حول العالم، من ضمنها دروغا5 وسايون وستراتاسِس وإيغادز، لطباعة وإنهاء وتركيب الأعمال الفنية في الوقت المناسب لإطلاق اللعبة. حققت بليزارد 50% من حصة إعلانات علامات الألعاب التجارية الأميركية منذ 16 مايو وحتى 15 يونيو 2016 بدفعة من نجاح أوفرواتش.
صدرت لعبة أوفرواتش على منصات مايكروسوفت ويندوز وبلاي ستيشن 4 وإكس بوكس ون يوم 24 مايو 2016 مع تفعيل خوادم اللعبة عبر الإنترنت في الساعة 12 منتصف الليل بالتوقيت الصيفي البريطاني. سمحت بليزارد لمتاجر التجزئة ببيع أقراص اللعبة يوم 23 مايو لمساعدة اللاعبين على الاستعداد لانطلاق الخوادم. سيتم دعم اللعبة من خلال التحديثات، بما في ذلك خرائط وشخصيات جديدة. ستتوفر جميع المحتويات الإضافية بالمجان للّاعبين الحاليين ولا تتطلب تكاليف إضافية. آملت بليزارد أنهم سيتمكنون من تبديد مخاوف بعض اللاعبين عبر فعل ذلك.
صدرت نسختان خاصتان من أوفرواتش إضافةً إلى اللعبة الأساسية. يتوفر إصدار الأصول Origins Edition كمنتج قابل للتنزيل أو كمنتج تجزيئي ويتضمن اللعبة الأساسية وخمس جلود شخصيات إضافية علاوة على غيرها من المكافئات لألعاب بليزارد الأخرى عبر عميل Battle.net. لا يتوفر إصدار الجامعين Collector's Edition إلّا عبر التجزئة ويتضمن محتويات إصدار الأصول وتمثالًا للجندي: 76، أحد الشخصيات القابلة للّعب، إضافة إلى موسيقى اللعبة التصويرية وكتاب مصدر. تلقى من اشترى إما إصدار الأصول أو الجامعين حيوان القتال الأليف وِنستُن الطفل في لعبة وورلد أوف ووركرافت.
تكريمًا للذكرى السنوية الأولى لإصدار اللعبة، أصدرت بليزارد إصدارًا رقميًا (لعبة العام) لأوفرواتش يوم 23 مايو 2017. يتضمن الإصدار كافة محتويات إصدار الأصول إضافةً إلى 10 صناديق غنائم مجانية بداخل اللعبة.
أعربت بليزارد عن اهتمامها بشأن دعم اللعب المشترك عبر المنصات بين أنظمة اللعب في المستقبل، لكن ليس لديهم خططًا لدعم اللعب المشترك بنظام ويندوز نظرًا لميزة الدقة عند استخدام لوحة المفاتيح والفأرة مقارنة بوحدات التحكم.

### وسائل الإعلام والبضائع ذات الصلة
اختار طاقم بليزارد أن يروي قصة أوفرواتش عبر وسائط مختلفة عوضًا عن إدراج طور قصة. قال تشو: «إحدى الأشياء العظيمة للغاية هي أننا قادرون على الاستفادة من نقاط القوة لهذه الوسائط المختلفة لنقل أجزاء مختلفة من القصة»، مستشهدًا بظهور الجندي: 76 في تقارير إخبارية مزيفة وفيديو رسوم متحركة يرويه من وجهة نظره إضافةً إلى الفيلم القصير «بطل» Hero. وقد أشار تشو إلى أن منطق بليزارد في طرح سرد أوفرواتش القصصي يكمن في التركيز على فلسفة «اللعب أولًا».
في مارس 2016، أعلنت بليزارد أنها ستصدر قصصًا مصورة وأفلامًا متحركة قصيرة مرتبطة بأوفرواتش خلال ذاك العام. تضمنت الوسائط المتعلقة باللعبة خططًا لرواية مصورة تدعى أوفرواتش: الضربة الأولى Overwatch: First Strike، والتي كانت ستركز على قصص عدد من شخصيات اللعبة، من ضمنهم الجندي: 76، وتوربيُرن وريبَر وراينهارت. كان من المفترض أن يكتب الرواية المؤلف ميكي نيلسن ويرسمها الفنان لودو لولاباي. قررت بليزارد إلغاء مشروع الضربة الأولى في نوفمبر 2016، حيث صرح تشو بأنه منذ الإعلان عن الرواية المصورة، فقد تغير توجه تطوير سرد أوفرواتش قليلًا مما أدى إلى نجاح تغير هذه القصص الرئيسية. لا تزال لدى بليزارد خططًا للكشف عن المزيد من قصص الشخصيات في الوقت المناسب.
شرعت بليزارد في إصدار سلسلة الأفلام المتحركة القصيرة في مارس 2016. حافظت الأفلام القصيرة على نمط فيديو اللعبة الدعائي الذي ارتكز على معركة خاضها ترَيسر ووِنستُن ضد ريبَر وويدومَيكر في متحف أوفرواتش. كما تم عرض مجموعة من هذه الأفلام القصيرة في دور السينما المختلفة عبر الولايات المتحدة كجزء من مناسبة إطلاق اللعبة. صدرت أولى حلقات سلسلة الأفلام القصيرة، ريكول «استدعاء» Recall، يوم 23 مارس. ترتكز الحلقة على وِنستُن وريبَر وتتضمن ارتجاعًا فنيًا لطفولة وِنستُن. عرضت الحلقة الثانية بعنوان ألايف «على قيد الحياة» Alive مواجهةً بين ترَيسر وويدومَيكر وصدرت يوم 5 أبريل. الحلقة الثالثة دراغُنز «التنانين» Dragons تضم الأخوين هانزو وگينجي وصدرت يوم 16 مايو. الحلقة الرابعة والأخيرة لموسم السلسلة الأول، هيرو «البطل» Hero، من بطولة الجندي: 76 وصدرت يوم 22 مايو.
جلبت بليزارد شخصيات وعناصر من أوفرواتش إلى لعبة حلبة المعارك الجماعية عبر الإنترنت هيروز أوف ذا ستورم. تتوفر شخصيات ترَيسر ولوسيو وزاريا وگينجي وديڤا كشخصيات قابلة للّعب وأُضيفت للّعبة حلبة قتال مبنية على خريطة هانامورا في أوفرواتش.
أعلنت بليزارد ودارك هورس كومكس في مؤتمر سان دييغو كومك كون إنترناشونال 2016 عن شراكة تسمح لدارك هورس بنشر قصص أوفرواتش المصورة المتوفرة حتى ذلك الحين تحت عنوانها والقصص المستقبلية كما أنها ستنشر كتابًا فنيًا من 100 صفحة بعنوان فن أوفرواتش من المزمع صدوره في منتصف 2017.
أنتجت شركة فَنكو تماثيل صغيرة لشخصيات أوفرواتش كجزء من منتجات «بوب» منذ إطلاق اللعبة. كما أعلنت شركة غود سمايل عن إنتاج تماثيل صغيرة من طراز نيندورويد لمختلف شخصيات أوفرواتش في عام 2017 وما بعده بدءًا بترَيسر وتليانها ميرسي ومَي.

## المنافسات المحترفة
وفقًا لكابلان، فإن أوفرواتش لم تُطوَّر لغرض الرياضة الإلكترونية. على الرغم من نجاح بليزارد في الالتزام بالرياضات الإلكترونية مع تطويرها للعبة ستار كرافت 2، فقد لاحظت أنه «من الخطورة الالتزام المفرط بالرياضة الإلكترونية في وقت مبكر من عمر اللعبة»، وبدلًا من ذلك، فقد رأوا كيفية تطوير مجتمع اللعبة لها مع مرور الوقت كما لاحظوا في السابق مع لعبة هارثستون. صرح كابلان بأنهم ضمّوا وخططوا من أجل ميزات في اللعبة لدعم المجتمع التنافسي. قال الكاتب دان سيمبورسكي في مقالة لإي إس بي إن أن أوفرواتش مهيأة لتصبح الرياضة الإلكترونية المقبلة الضخمة كون مظهرها وأسلوب لعبها مختلفان بما فيه الكفاية مقارنة بألعاب رياضة إلكترونية مرسخة مثل كاونتر سترايك: غلوبال أوفينسيف وكول أوف ديوتي، إضافةً إلى خرائط وشخصيات متنوعة بما فيه الكفاية ودعم قوي من بليزارد للحفاظ على اللعبة لفترة طويلة. ولاحظ الكاتب برايَنت فرامسيس في مقالة لغيماسوترا أن سرعة مباريات أوفرواتش ومدتها القصيرة تجعل من اللعبة هدفًا مواتيًا للمشاهدة، مما يزيد من دعم اللعبة كرياضة إلكترونية.
قبيل إطلاق اللعبة، تواصل كاتب بي سي غيمر ستيفان دورَستاين مع لاعبي ومستضيفي رياضات إلكترونية محترفين للسؤال عن آرائهم. قال مضيف الرياضات الإلكترونية المخضرم بول تشالونر أن «[أوفرواتش] بحاجة إلى نظام تفرج أفضل بكثير»، وأكمل شرحه قائلًأ: «في الوقت الراهن، إنه من الصعب للغاية على المعلقين والمشاهدين أن يروا مهارات اللاعبين: من منهم استخدم مهارته القصوى وكيف تفاعلوا مع بعضهم البعض؟ من منهم تتعرض قدراته للتباطؤ ومن منهم غيّر شخصيته؟» انتقد لاعبا الرياضات الإلكترونية سيب بارتون ومايكل روزين تصميم خرائط اللعبة وأطوارها. علّق بارتون بأن «أطوار اللعبة تصيب أحيانًا وتخيب أخرى بعض الشيء»، وأضاف أن «طور ملك التلة [السيطرة] مثير للغاية وسريع الخطى، ولكن بعد ذلك لديك خرائط طور الحمولة [المرافقة] التي يعتبرها الجميع مملة». كما أعرب روزين عن الحاجة إلى إضفاء تعديلات على الخرائط المستخدمة في طور السيطرة، حيث إنها «معرضة لتأثيرات تفاقمية. تلك اللحظة عندما يستولي الفريق المهاجم على نقطة التحكم الأولى، لا يكون لديهم زخمًا وحسب، بل لديهم الأفضلية القصوى أيضًا للسيطرة على نقطتي الاستيلاء الثانية والأخيرة».
في يونيو 2016، أعلنت مؤسسة تنظيم الرياضات الإلكترونية ESL إنها سوف تستضيف أول مسابقة دولية لأوفرواتش في أغسطس 2016 تدعى «مواجهة أوفرواتش الأطلسية». ستستخدم المسابقة أربع مسابقات تأهيلية مفتوحة ابتداءً من يونيو تليها تصفيات إقليمية ثم تصفيات نهائية عبر الإنترنت. بعد ذلك، ستتنافس ثمانية فِرق على جائزة مالية من ستة أرقام في النهائيات التي ستقام في مؤتمر غيمز كوم 2016 بين 10-12 أغسطس. أعلن دوري «إي ليغ» الذي تملكه شركة إذاعة تيرنر عن النسخة الأولى من بطولة أوفرواتش المفتوحة ابتداءً من يوليو 2016 بمجموعة جوائر يبلغ قدرها 300 ألف دولا أميركي مع خطط لبث النهائيات على قناة TBS التلفزيونية في سبتمبر 2016. في شهر نوفمبر، استضافت بليزارد مسابقتها الخاصة: كأس عالم أوفرواتش، وسمحوا للمستخدمين بالتصويت للفرق التي ستمثل بلادهم أو مناطقهم بينما ستجري النهائيات في مؤتمر بليزكون.

### دوري أوفرواتش
خلال مؤتمر بليزكون 2016، أعلنت بليزارد عن خططها لتأسيس دوري أوفرواتش الخاص بها باستخدام تنظيم من الفِرق الدائمة التي يتحدد مستواها في الدوري على غرار الرياضات البدنية التقليدية بدلًا من نظام هبوط وترقية الأندية المستخدَم في رياضات إلكترونية أخرى مثل سلسلة بطولات ليغ أوف ليجيندز. ستساهم بليزارد في تنظيم أصحاب الفِرق المحتملين وستهدف إلى إشراك المزيد من الفِرق المحلية، حيث يأملون أنها ستساعد في إثارة اهتمام أكبر بالرياضات الإلكترونية من جانب المتفرجين والرعاة المحتملين من خلال النشاطات الجديدة التي تدور حول دعم فريق محلي. تتوقع بليزارد أن دوري أوفرواتش سوف يقدم جائزة مالية مليونية للفريق الفائز في نهاية الموسم، لكنها لا تزال تخطط لدفع رواتب لكافة لاعبي الدوري. كما من المتوقع بدء الموسم الأول المختصر للدوري في الربع الثالث لعام 2017، ولكنه سيبدأ بمواسم كاملة ابتداءً من عام 2018 مع فترات استراحة لمدة نصف عام بدءًا من الربع الرابع لنفس العام. وعُقد اجتماع لمالكي الأندية المحتملين في مؤتمر بليزكون بعد الإعلان عن الدوري وكان من بين الحاضرين مالك فريق نيوإنغلاند بيتريوتس روبرت كرافت ومالك لوس أنجيليس رامز ونادي آرسنال ستان كرونكي.

## الاستقبال
| استقبال |                                     |
| --- | ----------------------------------- |
| مجموع النقاط المجموع نقاط ميتاكريتيك PC: 91/100 [ 164 ] PS4: 90/100 [ 165 ] XONE: 91/100 [ 166 ] نتائج المراجعة نشرة نقاط دستركتويد 10/10 [ 167 ] إلكترونك غيمينغ مونثلي 9/10 [ 168 ] غيم إنفورمر 10/10 [ 169 ] غيم ريفولوشن [ 170 ] غيمرز فيلد 8.5/10 [ 171 ] غيم سبوت 9/10 [ 172 ] غيمز رادار [ 173 ] آي جي إن 9.4/10 [ 174 ] آي جي إن الشرق الأوسط 9/10 [ 175 ] بي سي غيمر (الولايات المتحدة) 88/100 [ 176 ] بوليغون 8/10 [ 177 ] سعودي غيمر [ 178 ] فيديو غيمر.كوم 9/10 [ 179 ] PlayStation LifeStyle 10/10 [ 180 ] The Escapist [لغات أخرى] ‏ [ 181 ] الغارديان [ 182 ] |                                     |
| مجموع النقاط |                                     |
| المجموع | نقاط                                |
| ميتاكريتيك | PC: 91/100 PS4: 90/100 XONE: 91/100 |
| نتائج المراجعة |                                     |
| نشرة | نقاط                                |
| دستركتويد | 10/10                               |
| إلكترونك غيمينغ مونثلي | 9/10                                |
| غيم إنفورمر | 10/10                               |
| غيم ريفولوشن | [ 170 ]                             |
| غيمرز فيلد | 8.5/10                              |
| غيم سبوت | 9/10                                |
| غيمز رادار | [ 173 ]                             |
| آي جي إن | 9.4/10                              |
| آي جي إن الشرق الأوسط | 9/10                                |
| بي سي غيمر (الولايات المتحدة) | 88/100                              |
| بوليغون | 8/10                                |
| سعودي غيمر | [ 178 ]                             |
| فيديو غيمر.كوم | 9/10                                |
| PlayStation LifeStyle | 10/10                               |
| The Escapist ‏ | [ 181 ]                             |
| الغارديان | [ 182 ]                             |

### قبل الإصدار
قبل صدور اللعبة، تعرضت أوفرواتش لفترة انتباه ما قبل الإصدار غير متوقعة. لاحظ موقع غيم ريفولوشن أن «سرعان ما تخللت سمعة [أوفرواتش] الفضاء الإلكتروني وجذبت انتباه أشخاصٍ قد لا يصرفون 40 إلى 60 دولار في العادة كلما صدرت لعبة تصويب منظور أول جديدة». كما لوحظ الاهتمام الإعلامي الكبير بتغطية مرحلة بيتا اللعبة المفتوحة التي جذبت 9.7 مليون لاعب.

### الاستقبال النقدي
لقت أوفرواتش إشادة عالمية بعد صدورها وفقًا لموقع تجميع مراجعات ألعاب الفيديو ميتاكريتيك.
أشاد الكاتب في موقع آي جي إن فينس إنجينيتو بشخصيات اللعبة وخرائطها، وكتب أن «أوفرواتش تستغل كل فرصة ممكنة لجعل طاقم شخصياتها ومواقعها تبدو كأناس وأماكن بدلًا من كونها دمى ومناظر». وأضاف إنجينيتو أن لدى اللعبة «تجربة إنترنت قوية تساهم في انخراطك باللعبة بسرعة وبشكل موثوق». أشاد الكاتب في موقع ذا فيرج آندرو وَبستر بأوفرواتش وباللعبتين سابقتيّ الصدور تايتَنفول وسبلاتون كـ«ألعاب تصويب ودية عبر الإنترنت» توفر مساحة للّاعبين الجدد والعابرين الذين قد لا يرغبون في في إتقان اللعبة مع تمكينهم من التنافس مع الآخرين بشكل عادل بالإضافة إلى مساحة للخبراء الذين يستطيعون استخدام أبطالٍ مختلفين للتكيف مع الأساليب الحركية للّعبة. كما استشهد وَبستر ببيئة أوفرواتش كسبب هام يساهم في سهولة التعامل مع اللعبة، وأردف كاتبًا: «أول ما يجعل عالم أوفرواتش جذابًا وودودًا هو العالم ذاته. إنها ليست لعبة التصويب البنية والرمادية الكئيبة التي ربما كنتَ متعودًا عليها. بدلًا من ذلك، فإنها لعبة برّاقة وملونة بطاقم شخصيات اصطفائية ومتنوعة.» رددت كَيتي مكارثي الكاتبة في موقع كيل سكرين أفكارًا مماثلة وكتبت: «عند لعب أوفرواتش، تمتص إيجابيتها المشعة اللاعب. إنه عالم مليء بالألوان الحيوية والمنافسة النشطة اللعوبة مثله مثل لعبة تصويب الحبر المناسبة للأطفال سبلاتون الإبداعية من إنتاج نينتندو.» أثنى الكاتب في موقع فينتشربيت مايك مينوتي على نظام اللعب القائم على تعاون الفِرق وشخصيات اللعبة المتنوعة والأماكن المفعمة بالحيوية فضلًا عن المواد التجميلية القابلة للكسب من خلال تقدم المستوى والاتصال السلس بالخوادم. كما أشار مينوتي إلى تشابهاتها مع تيم فورتريس 2 مؤكدًا أن «[لدى أوفرواتش] فئات متميزة وقتال مبني على تعاون الفِرق وتحقيق الأهداف وأسلوب فني برّاق مشابه لأفلام الكرتون»، وإنه «من المؤكد أن أوفرواتش تستوحي الكثير من سلسلة ألعاب شركة فالف التصويبية عبر الإنترنت»، لكنه اعتقد أن «[أوفرواتش هي] الأفضل من بين الاثنتين». استقبل الكاتب في صحيفة ذا نيوز آند أوبزرفر دانيال تاك اللعبة أيضًا بإيجابية، معبرًا بقوله: «مهما يحدث - سواءً فزت أم خسرت - فسوف تستمتع»، وأضاف أن «قوة اللعبة تكمن في بساطتها وصقلها». أثنى تاك على شخصيات اللعبة كاتبًا: «الشخصيات التي لا تُنسى هي شريان حياة أوفرواتش وقوتها الدافعة.» أشاد الكاتب في صحيفة دنفر بوست هيو جونسون بتركيز اللعبة على الشخصيات عوضًا عن التركيز على مجازات ألعاب تصويب المنظور الأول التقليدية مثل اختلاف الأسلحة والعتاد وارتفاع المستويات التراكمي. أردف جونسون بإصراره على أن الشخصيات مكتوبة بشكل متزن: «أكبر سؤال يُطرح مع مجيء ألعاب التصويب المبنية على الفئات هو ما إذا كانت الشخصيات متوازنة»، معبرًا بأن «بعض الشخصيات أفضل من غيرها بطبيعة الحال، ولكن لا توجد شخصيات مفرطة القوة حيث أن مجرد وجودها يُنذر بهلاك الخصوم». في يونيو 2016، أدرج الكاتب في موقع فَلتشَر جوشوا ريفيرا لعبة أوفرواتش كإحدى «أفضل ألعاب الفيديو لعام 2016»، كاتبًا: «إنه من الصعب فصل لعبة أوفرواتش عن ظاهرة أوفرواتش - ولماذا تُزعج نفسك بفعل ذلك، فكلتاهما رائعتين.»
مع تعبير مجلة إنفرس الإلكترونية عن استقبالها الإيجابي عام للّعبة، فقد أشارت إلى موازنة قدرات مَكريّ والفِرق التي تتألف من شخصية واحدة وبعض القضايا مع المطابقة وأهم لحظة في المباراة كمشاكل يجب أن يحلها فريق التطوير. وجّه الكاتب في موقع ديجيتال ترندز غَيب غُروِن انتقادًا لبليزارد نظرًا لقرارهم باستبعاد القصة من اللعبة، مما ترك للّاعبين «لعبة عظيمة وقصة عظيمة من دون وسيلة للتوفيق بين الاثنين».
بعد فترة وجيزة من إصدار طور اللعبة التنافسي، قال الكاتب في موقع كوتاكو نَيثَن غرَيسُن أن «طور أوفرواتش التنافسي ليس سيئًا على الإطلاق مع أنه جديد وغير مصقول»، لكنه يعتقد أن «المسابقات عالية الخطورة والاحتكاكات السلبية تميلان إلى السير جنبًا إلى جنب وطور أوفرواتش التنافسي يشكو بالفعل من وصمة سلبية قبيحة». أنهى غرَيسُن مقالته قائلًا: «في معظم الأحيان، فإن أوفرواتش لعبة تبعث المشاعر الإيجابية. إنَّ إدخال المسابقات عالية الخطورة برسالة مشوشة حول أهمية المهارات الفردية يصيب البعض بالارتباك وبالسلبية أحيانًا. إن أرادت بليزارد لهذا الشيء بأن يعمل، فعليهم ابتكار إطار تنافسي يماثل روح أوفرواتش بدلًا من روح المنافسة.» اعترف كابلان بأنه مع إدخال الطور التنافسي، فقد أصبح مجتمع أوفرواتش أكثر سلبية وأنهم يكيِّفون العناصر باستمرار وراء الكواليس للمساعدة في التعامل مع اللاعبين العدوانيين بطريقة استجابية أكبر بينما يحاولون التشجيع على اللعب الممتع.
لاحقًا، اعتبرت العديد من المنشورات أوفرواتش أفضل لعبة لعام 2016 مثل آي جي إن وغيم سبوت وغيم إنفورمر ويوروغَيمر حيث حازت على 98 جائزة للعبة العام عبر مختلف الكتّاب واستبيانات القرّاء.

### الاستقبال التجاري
بعد أسبوع من صدور اللعبة، أعلنت بليزارد عن وجود أكثر من 7 ملايين لاعب في أوفرواتش بجموع لعب تراكمي مقداره 119 مليون ساعة، وثم أعلنت بليزارد عن وجود أكثر من 10 ملايين لاعب بحلول منتصف يونيو، كما أعلنت عن زيادة مستمرة في قاعدة اللاعبين بمقدار 30 مليون لاعب اعتبارًا من شهر أبريل 2017. أعلنت شركة تتبع صناعة ألعاب الفيديو مجموعة NPD أن أوفرواتش ثالث أفضل لعبة بيع بالتجزئة (من دون اعتبار المبيعات الرقمية خلال موقع Battle.net) في الولايات المتحدة لشهر مايو 2016 في شهر إصدار اللعبة، وحققت أكثر المبيعات بين ألعاب الفيديو في شهر يونيو 2016. أعلنت مجموعة NPD لاحقًا أنها سابع أكثر لعبة مبيعًا حسب الإيرادات (باستثناء مبيعات موقع Battle.net) في الولايات المتحدة لعام 2016. إضافةً إلى المبيعات الرقمية، فكانت أوفرواتش أسرع الألعاب مبيعًا في شهر صدورها. يقدر موقع «سوبر داتا ريسيرتش» أن أوفرواتش حققت إيرادات بأكثر من 269 مليون دولار من عائدات المبيعات الرقمية في شهر مايو، وأكثر من 565 مليون دولار في مبيعات أجهزة الحاسب الشخصية بنهاية عام 2016، مما يجعلها أكثر لعبة حاسب شخصي غير مجانية مدرة للإيرادات لذلك العام.
في تقرير أرباح أكتيفيجن-بليزارد للربع الأول من عام 2017، أفادت الشركة بأن إيرادات أوفرواتش تجاوزت مليار دولار، مما يجعلها ثامن ممتلكاتها التي تحقق ذلك.
في شهر يونيو 2016، أفاد موقع استقصاء كافيهات الإنترنت الكورية الجنوبية «غايمتركس» بأن أوفرواتش تجاوزت ليغ أوف ليجيندز كأكثر لعبة شعبية عبر 4000 مركز لألعاب الحاسب الشخصي في كوريا الجنوبية.

### قاعدة المعجبين
لوحِظ أن قاعدة معجبي أوفرراتش تتكون من أفراد لطفاء وداعمين بشكل عام؛ كتب دانيال ستاركي في مجلة وايرد أنه «بينما تعاني العديد من الألعاب الجديدة من تيار لانهائي من شكاوى اللاعبين وتحريض من المطورين، فإن مجتمع أوفرواتش مرح ومبتهج.» أشاد لاعب مصاب بالشلل الدماغي علنًا بضوابط تحكم اللعبة القابلة للتخصيص التي سمحت له بإتمام أول عملية قنص له في أي لعبة فيديو. رسم أحد فناني بليزارد رومان كيني رسومًا مبدئية بناءً على تصميم أصلي لشخصية أوفرواتش ابتكرته ابنة أحد اللاعبين. غيرت بليزارد إحدى خرائط اللعبة لتشمل تكريمًا لمعجب صيني باللعبة توفي قبل إطلاق اللعبة العام بيوم واحد إثر جراحه بينما كان يحاول وقف سرقة دراجة نارية.
وقد شجعت بليزارد معجبي أوفرواتش على إنتاج محتويات فنية مبنية على اللعبة. ولدعم هذا المنحى، أصدرت بليزارد عدّات مرجعية لأبطال اللعبة قبل إطلاقها، ووفرت الألوان الرسمية وتصاميم الأزياء والأسلحة لكافة الأبطال الواحد والعشرين الحاضرين المتوفرين عند صدور اللعبة. استخدم المعجبون وسائط الإعلام المتحركة للّعبة بالإضافة إلى غيرها من الأصول لإنشاء كمية كبيرة من المحتويات، من ضمنها الأعمال الفنية، والكوزبلاي، وفيديو كليبات موسيقية افتتاحية مشابهة لأفلام كرتون الآنيمي. ابتكرت بعض مبادئ أوفرواتش ميمات إنترنت مثل «غريملين ديڤا»، ميمٌ يركز على الشخصية ديڤا وتصويرها من خلال الصور النمطية الغربية للاعبي ألعاب الفيديو. في بعض الحالات، ردت بليزارد الجميل عن طريق تضمين محتويات المعجبين بداخل اللعبة، مثل أحد تعابير ديڤا المبنية على ميم «غريملين». خلال قمة «دايس» D.I.C.E. لعام 2017، قال كابلان أن جملة من سرد أوفرواتش القصصي تأتي من المعجبين باللعبة، مضيفًا: «نحن نحب ذلك، أنهم يملكونه... نحن مجرد أمناء على هذا الكون.» كما يدرك كابلان أن مجتمع اللعبة يعتبره إحدى شخصيات أوفرواتش، وإنه بعد اتباع خطوات مماثلة لتلك التي اتبعها مصمم لعبة هارثستون الرئيسي بين برودي، فقد استمر في التواصل مع مجتمع المعجبين.
كما توجد أعمال فنية إباحية للّعبة مع ارتفاع عمليات البحث في موقع بورن هاب عن شخصيات أوفرواتش تشارك في ممارسات جنسية بنسبة 817% بعد فترة قصيرة من إطلاق مرحلة البيتا المفتوحة. أُنشِئت كمية كبيرة من أعمال المعجبين الإباحية باستخدام برنامج سورس فيلم مَيكر الذي أنتجته شركة فالف واستفادوا من نماذج اللعبة الفعلية التي استخرجوها من اللعبة خلال مرحلة البيتا المغلقة وبالتالي انتشرت عبر الإنترنت. بذلت بليزارد جهودًا حثيثة لإزالة هذه الأعمال. قال كابلان إنه في حين أن الأستديو لا يريد انتهاك حرية أي شخص في التعبير، فإن بليزارد تدرك أن العديد من اللاعبين هم من المراهقين أو الأصغر سنًا، وإنهم يأملون أن يحاول مجتمع اللعبة الحفاظ على مثل هذه الصور بعيدًا عنهم.

## الجوائز
| السنة | الجائزة                                                    | الفئة                                               | النتيجة       | المصدر          |
| ----- | ---------------------------------------------------------- | --------------------------------------------------- | ------------- | --------------- |
| 2016  | جوائز غولدن جويستيك 2016                                   | أفضل لعبة أصلية                                     | فوز           | [ 229 ] [ 230 ] |
| 2016  | جوائز غولدن جويستيك 2016                                   | أفضل تصميم مرئي                                     | رُشِّح           | [ 229 ] [ 230 ] |
| 2016  | جوائز غولدن جويستيك 2016                                   | أفضل صوت                                            | رُشِّح           | [ 229 ] [ 230 ] |
| 2016  | جوائز غولدن جويستيك 2016                                   | أفضل لعبة جماعية                                    | فوز           | [ 229 ] [ 230 ] |
| 2016  | جوائز غولدن جويستيك 2016                                   | أفضل لحظة في لعبة (أهم لحظة في المباراة)            | فوز           | [ 229 ] [ 230 ] |
| 2016  | جوائز غولدن جويستيك 2016                                   | لعبة العام                                          | رُشِّح           | [ 229 ] [ 230 ] |
| 2016  | جوائز غولدن جويستيك 2016                                   | أفضل لعبة حاسب شخصي للعام                           | فوز           | [ 229 ] [ 230 ] |
| 2016  | جوائز غولدن جويستيك 2016                                   | أفضل لعبة تنافسية للعام                             | فوز           | [ 229 ] [ 230 ] |
| 2016  | جوائز "ذا غَيم" 2016                                        | لعبة العام                                          | فوز           | [ 231 ] [ 232 ] |
| 2016  | جوائز "ذا غَيم" 2016                                        | أفضل إخراج للعبة                                    | فوز           | [ 231 ] [ 232 ] |
| 2016  | جوائز "ذا غَيم" 2016                                        | أفضل إخراج فني                                      | رُشِّح           | [ 231 ] [ 232 ] |
| 2016  | جوائز "ذا غَيم" 2016                                        | أفضل لعبة حركة (آكشن)                               | رُشِّح           | [ 231 ] [ 232 ] |
| 2016  | جوائز "ذا غَيم" 2016                                        | أفضل لعبة جماعية                                    | فوز           | [ 231 ] [ 232 ] |
| 2016  | جوائز "ذا غَيم" 2016                                        | أفضل لعبة رياضات إلكترونية للعام                    | فوز           | [ 231 ] [ 232 ] |
| 2016  | جائزة أفضل ألعاب عام 2016 لغيم سبوت                        | أفضل ألعاب الحاسب الشخصي لعام 2016                  | ضمن أفضل خمس  | [ 233 ]         |
| 2016  | جائزة أفضل ألعاب عام 2016 لغيم سبوت                        | أفضل ألعاب إكس بوكس وَن لعام 2016                    | ضمن أفضل خمس  | [ 234 ]         |
| 2016  | جائزة أفضل ألعاب عام 2016 لغيم سبوت                        | أفضل ألعاب بلاي ستيشن 4 لعام 2016                   | ضمن أفضل خمس  | [ 235 ]         |
| 2016  | جائزة أفضل ألعاب عام 2016 لغيم سبوت                        | لعبة العام                                          | فوز           | [ 236 ]         |
| 2016  | جائزة أفضل ألعاب عام 2016 لجايَنت بوم                       | أفضل ظهور أول                                       | فوز           | [ 237 ]         |
| 2016  | جائزة أفضل ألعاب عام 2016 لجايَنت بوم                       | أفضل لعبة جماعية                                    | فوز           | [ 238 ]         |
| 2016  | جائزة أفضل ألعاب عام 2016 لجايَنت بوم                       | أفضل لعبة                                           | المركز الثالث | [ 239 ]         |
| 2016  | جائزة أفضل ألعاب عام 2016 ليورو غيمر                       | لعبة العام                                          | فوز           | [ 240 ]         |
| 2016  | جائزة أفضل ألعاب عام 2016 لبوليغون                         | لعبة العام                                          | المركز الثالث | [ 241 ]         |
| 2016  | جوائز بي سي غيمر للعبة العام 2016                          | أفضل لعبة جماعية                                    | فوز           | [ 242 ]         |
| 2016  | جائزة أفضل ألعاب عام 2016 لغيم إنفورمر                     | أفضل لعبة جماعية تنافسية                            | فوز           | [ 243 ]         |
| 2016  | جائزة أفضل ألعاب عام 2016 لغيم إنفورمر                     | أفضل لعبة تصويب                                     | فوز           | [ 243 ]         |
| 2016  | جائزة أفضل ألعاب عام 2016 لغيم إنفورمر                     | لعبة العام                                          | فوز           | [ 243 ]         |
| 2016  | جوائز موسيقى هوليوود في وسائل الإعلام 2016                 | أفضل موسيقى تصويرية - لعبة فيديو                    | فوز           | [ 244 ]         |
| 2016  | جائزة أفضل ألعاب عام 2016 لآي جي إن                        | أفضل لعبة تصويب                                     | فوز           | [ 245 ]         |
| 2016  | جائزة أفضل ألعاب عام 2016 لآي جي إن                        | أفضل لعبة رياضات إلكترونية                          | فوز           | [ 245 ]         |
| 2016  | جائزة أفضل ألعاب عام 2016 لآي جي إن                        | أفضل لعبة جماعية                                    | فوز           | [ 245 ]         |
| 2016  | جائزة أفضل ألعاب عام 2016 لآي جي إن                        | أفضل لعبة حاسب شخصي للعام                           | فوز           | [ 245 ]         |
| 2016  | جائزة أفضل ألعاب عام 2016 لآي جي إن                        | لعبة العام                                          | فوز           | [ 245 ]         |
| 2016  | جائزة أفضل 25 لعبة فيديو لعام 2016 لمجلة سلانت             | لعبة العام                                          | المركز الثالث | [ 246 ]         |
| 2016  | جائزة جوائز نهاية عام 2016 لغيم ريفولوشن                   | أفضل لعبة                                           | فوز           | [ 247 ]         |
| 2016  | جائزة أفضل ألعاب عام 2016 لإلكترونك جيمينغ مونثلي          | أفضل لعبة                                           | فوز           | [ 248 ]         |
| 2016  | جائزة جوائز لعبة العام لغيمز تي إم                         | لعبة العام                                          | فوز           |                 |
| 2016  | جوائز ذا إسكَيبِست لعام 2016                                 | أفضل لعبة تصويب جماعية                              | فوز           | [ 249 ]         |
| 2016  | جوائز ذا إسكَيبِست لعام 2016                                 | لعبة العام                                          | فوز           | [ 250 ]         |
| 2016  | جوائز أكاديمية الفنون والعلوم التفاعلية D.I.C.E. لعام 2016 | لعبة العام                                          | فوز           | [ 251 ]         |
| 2016  | جوائز أكاديمية الفنون والعلوم التفاعلية D.I.C.E. لعام 2016 | أفضل لعبة حركة للعام                                | فوز           | [ 251 ]         |
| 2016  | جوائز أكاديمية الفنون والعلوم التفاعلية D.I.C.E. لعام 2016 | أبرز إنجاز في تحريك الرسوم (أفضل آنيميشن)           | رُشِّح           | [ 251 ]         |
| 2016  | جوائز أكاديمية الفنون والعلوم التفاعلية D.I.C.E. لعام 2016 | أبرز إنجاز تقني                                     | رُشِّح           | [ 251 ]         |
| 2016  | جوائز أكاديمية الفنون والعلوم التفاعلية D.I.C.E. لعام 2016 | أبرز إنجاز في اللعب عبر الإنترنت                    | فوز           | [ 251 ]         |
| 2016  | جوائز أكاديمية الفنون والعلوم التفاعلية D.I.C.E. لعام 2016 | أبرز إنجاز في تصميم الألعاب                         | فوز           | [ 251 ]         |
| 2016  | جوائز اختيارات مصممي الألعاب 2016                          | لعبة العام                                          | فوز           | [ 252 ] [ 253 ] |
| 2016  | جوائز اختيارات مصممي الألعاب 2016                          | أفضل صوت                                            | رُشِّح           | [ 252 ] [ 253 ] |
| 2016  | جوائز اختيارات مصممي الألعاب 2016                          | أفضل تصميم                                          | فوز           | [ 252 ] [ 253 ] |
| 2016  | جوائز اختيارات مصممي الألعاب 2016                          | أفضل تقنية                                          | رُشِّح           | [ 252 ] [ 253 ] |
| 2016  | جوائز اختيارات مصممي الألعاب 2016                          | أفضل فن مرئي                                        | رُشِّح           | [ 252 ] [ 253 ] |
| 2016  | جوائز "ساوث باي ساوث وست" SXSW لألعاب الفيديو 2017         | لعبة العام                                          | رُشِّح           | [ 254 ] [ 255 ] |
| 2016  | جوائز "ساوث باي ساوث وست" SXSW لألعاب الفيديو 2017         | أفضل لعبة رياضات إلكترونية                          | فوز           | [ 254 ] [ 255 ] |
| 2016  | جوائز "ساوث باي ساوث وست" SXSW لألعاب الفيديو 2017         | أفضل لعبة رائجة للعام                               | فوز           | [ 254 ] [ 255 ] |
| 2016  | جوائز "ساوث باي ساوث وست" SXSW لألعاب الفيديو 2017         | الامتياز في التصميم                                 | رُشِّح           | [ 254 ] [ 255 ] |
| 2016  | جوائز "ساوث باي ساوث وست" SXSW لألعاب الفيديو 2017         | أكثر ملكية فكرية جديدة واعدة                        | فوز           | [ 254 ] [ 255 ] |
| 2016  | جوائز "ساوث باي ساوث وست" SXSW لألعاب الفيديو 2017         | أكثر شخصية بارزة ترَيسر                              | رُشِّح           | [ 254 ] [ 255 ] |
| 2016  | جوائز "ساوث باي ساوث وست" SXSW لألعاب الفيديو 2017         | الامتياز في اللعب الجماعي                           | فوز           | [ 254 ] [ 255 ] |
| 2016  | جوائز "ساوث باي ساوث وست" SXSW لألعاب الفيديو 2017         | الامتياز في العمل الفني                             | رُشِّح           | [ 254 ] [ 255 ] |
| 2016  | جوائز "ساوث باي ساوث وست" SXSW لألعاب الفيديو 2017         | الامتياز في الرسوم المتحركة                         | رُشِّح           | [ 254 ] [ 255 ] |
| 2016  | جوائز ألعاب فيديو الأكاديمية البريطانية الثالثة عشر        | أفضل لعبة                                           | رُشِّح           | [ 256 ] [ 257 ] |
| 2016  | جوائز ألعاب فيديو الأكاديمية البريطانية الثالثة عشر        | أفضل تصميم                                          | رُشِّح           | [ 256 ] [ 257 ] |
| 2016  | جوائز ألعاب فيديو الأكاديمية البريطانية الثالثة عشر        | أفضل لعبة جماعية                                    | فوز           | [ 256 ] [ 257 ] |
| 2016  | جوائز ألعاب فيديو الأكاديمية البريطانية الثالثة عشر        | أفضل ملكية فكرية أصلية                              | رُشِّح           | [ 256 ] [ 257 ] |
| 2016  | جوائز ألعاب فيديو الأكاديمية البريطانية الثالثة عشر        | جائزة AMD لجماهير الرياضات الإلكترونية              | رُشِّح           | [ 256 ] [ 257 ] |
| 2017  | الأكاديمية الوطنية لمراجعي حرفة ألعاب الفيديو              | لعبة العام                                          | فوز           | [ 258 ]         |
| 2017  | الأكاديمية الوطنية لمراجعي حرفة ألعاب الفيديو              | أفضل لعبة حركة أصلية                                | فوز           | [ 258 ]         |
| 2017  | الأكاديمية الوطنية لمراجعي حرفة ألعاب الفيديو              | أفضل موسيقى تصويرية أصلية خفيفة - ملكية فكرية جديدة | رُشِّح           | [ 258 ]         |
| 2017  | الأكاديمية الوطنية لمراجعي حرفة ألعاب الفيديو              | أفضل تصميم شخصيات                                   | فوز           | [ 258 ]         |
| 2017  | الأكاديمية الوطنية لمراجعي حرفة ألعاب الفيديو              | أفضل تصميم للعبة - ملكية فكرية جديدة                | رُشِّح           | [ 258 ]         |

## الجدل
على الرغم من نجاح اللعبة، فقد أثارت أوفرواتش جدلًا واسعًا وتعرضت للعديد من الانتقادات قبل صدورها وبعده.

### جدل متعلق بالشخصيات
في حين كان يهدف المطورون إلى تجنب إضفاء الطوابع الجنسية المفرطة على الشخصيات، فقد تعرضت الشخصيات الأنثوية لبعض الانتقادات خلال مرحلة تطوير اللعبة. علّقت أنيتا سركيسيان على عدم تنوع أجساد البطلات من بين أول اثني عشر شخصية أُعلن عنها، كما لاحظ الكاتب في موقع كوتاكو نَيثَن غرَيسُن أن «أغلب نساء أوفرواتش نحيفات للغاية ويكتسين بملابس ضيقة». طوَّر الفريق الشخصية الأنثوية الجديدة زاريا، شخصية مدرّعة ذات جسد غير نمطي، كردٍ على هذه الانتقادات وكإعادة تأكيد التزامهم بالتنوع وتجنب إضفاء الطابع الجنسي المفرط على شخصياتها.
في أعقاب صدور صور ترويجية تضم البطلة ترَيسر في مارس 2016، أثار موضوع في منتديات بليزارد الرسمية الانتباه نحو إحدى وقفات نصر ترَيسر التي انتقدها أحد المستخدمين قائلًا إن وقفة النصر مفرطة في إضفاء الطابع الجنسي ولا تعبر عن شخصيتها. اعتذر مخرج اللعبة جيف كابلان بشأن وقفة النصر، قائلًا: «آخر ما نريد فعله هو نصيب أحد ما بعدم الارتياح أو أن نُشعِره بقلة التقدير أو انعدام التمثيل»، وأكد أن بليزارد تخطط لاستبدال تلك الوقفة. قوبل رد كابلان بردود فعل متباينة من مجتمع اللاعبين الذين ادعوا أن بليزارد قد تخلت عن سيطرتها الإبداعية على اللعبة وأنها فرضت الرقابة على محتوياتها من أجل إرضاء مستخدم واحد يشعر بالاستياء، بينما أثنى آخرون على استعداد بليزارد للاستماع إلى المجتمع والالتزام بمعايير محددة في تجسيدها لشخصية ما بناءً على هويتها. وصرح كابلان في وقت لاحق أن الفريق كان غير متأكدًا من وقفة النصر تلك في المقام الأول وإنهم كانوا يفكرون في تغييرها. في الأسبوع التالي، صدرت وقفة نصر جديدة، ولكن لوحظ أنها مشابهة لوقفة النصر الأصلية. يُدّعى أن وقفة النصر البديلة مستوحاة من لوحات الفنان بيلي دوفورس التي تجسد بعض العارضات. استُبدِلت وقفة النصر خلال مرحلة البيتا للّعبة.
بعد صدور اللعبة، تعرضت بعض ملابس الشخصيات البديلة لبعض النقد بسبب استخدامها لصور نمطية ثقافية، مثل خيار لباس رأس الأميركيين الأصليين التابع للشخصية فرح التي بدت أنها من أصول مصرية. أشار كابلان إلى أنهم تحققوا من ملاءمة الأزياء، معتقدين أنهم يحترمون ثقافات الشخصيات التي ابتكروها وأنهم سوف يجرون أي تغييرات لازمة إن تبين وجود أوجه قلق سليمة. كما قال كابلان أن العديد من اللاعبين استجابوا لهذه الأزياء بإيجابية وأنهم يشعرون أنها تتناسب مع النسخة المثالية لكوكب الأرض. أظهرت تطورات لاحقة أنهم خططوا لأن تكون فرح نصف مصرية ونصف أميركية أصلية، مما يجعل هذه الأزياء مناسبة لها بعد إدراك متأخر.

### جدل متعلق بنظام اللعب
كانت هناك مشاكل في خوادم أوفرواتش الآسيوية حيث استخدم الكثير من اللاعبين خروقًا مرتبطة بالعدد المتزايد من اللاعبين الأصغر سنًا الذين يستخدمون مراكز ألعاب الحاسب الشخصي في كوريا الجنوبية تسمح لهم بلعب أوفرواتش بمعدل غير مكلف لكل ساعة بدلًا من شراء اللعبة. وبما أن هؤلاء اللاعبين ليسوا بحاجة إلى حسابات دائمة، فيمكنهم استخدام حسابات Battle.net مؤقتة يمكن التخلص منها وتوظيف خروقٍ للّعبة دون أن يُعاقَبوا، وإن تعرض هذا الحساب للحظر، فبإمكانهم إنشاء حساب جديد بسرعة والاستمرار في اللعب. لا تزال بليزارد تحظر هذه الحسابات بمعدل الآلاف منها في اليوم، ولكنها لم تتمكن من العثور على حل جذري لهذه المشكلة. أعلنت بليزارد في وقت لاحق أنه سيتوجب على اللاعبين في كوريا الجنوبية تسجيل الدخول إلى حساب Battle.net من أجل لعب أوفرواتش منذ فبراير 2017، مما يتطلب إنشاء معرف فريد من نوعه يتضمن رقم تسجيل محلي تصعب محاكاته وتعتقد بليزارد أنه سيساهم في الحد من المشكلة.
لضمان المنافسات العادلة في منصات اللعب، فقد تحدثت بليزارد علنًا ضد استخدام محولات الإدخال التي تسمح للاعبي المنصات باستخدام لوحة المفاتيح والفأرة، حيث يعتقدون أن ذلك يمنح أفضلية غير عادلة لمن يتمكن من تحمل نفقة المحول. كما انتقد بعض اللاعبين أيضًا القدرة على استخدام هذه المحولات، حيث يرتقي مستخدموها إلى أعلى المراتب والتصنيفات في السلالم التنافسية. على الرغم من أن بليزارد ناشدت كلًا من سوني ومايكروسوفت إما لمنع استخدام مثل هذه المحولات أو الكشف عن استخدامها لفرز اللاعبين إلى خوادم منفصلة بناءً على ذلك، فقد عارض اللاعبون المعاقون جسديًا هذه الخطوة المحتملة، حيث يعتمد الكثير منهم على هذه المحولات للعب اللعبة على منصات تفتقر إلى القدرة على استخدام وحدة تحكم عادية.

## روابط خارجية
- أوفرواتش على موقع IMDb (الإنجليزية)